# Hongaarse minderheid in Roemenië

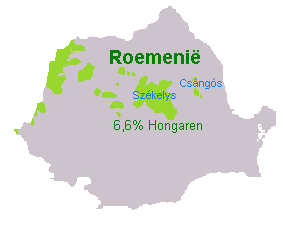
Hongaarse meerderheden in Roemenië

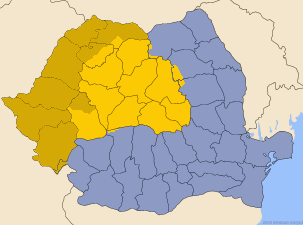
Kaart van Roemenië met historisch Transsylvanië in lichtgeel en hedendaags Transsylvanië in het licht- en het donkergeel

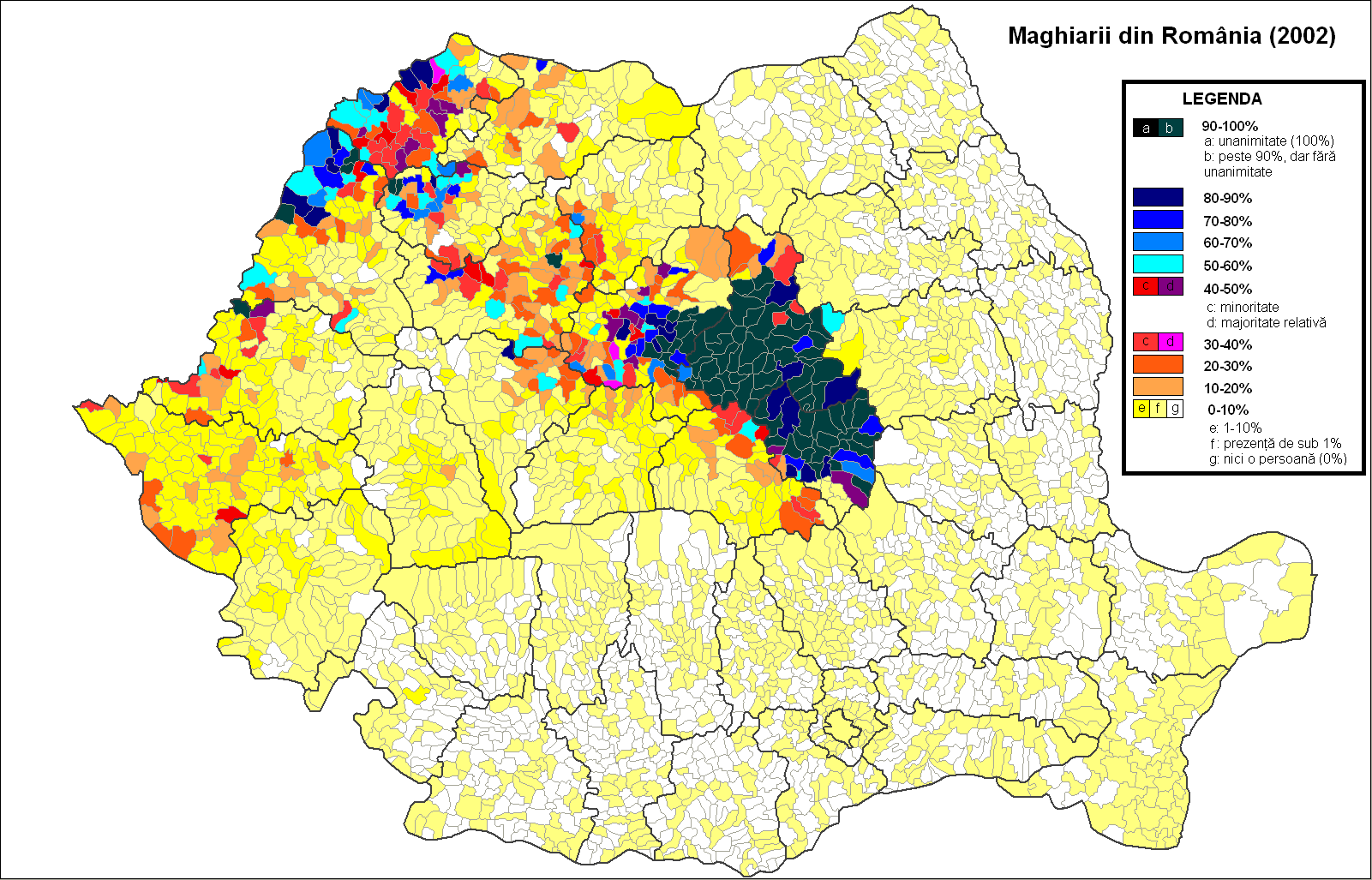
Hongaarse minderheid in Roemenië (2002)

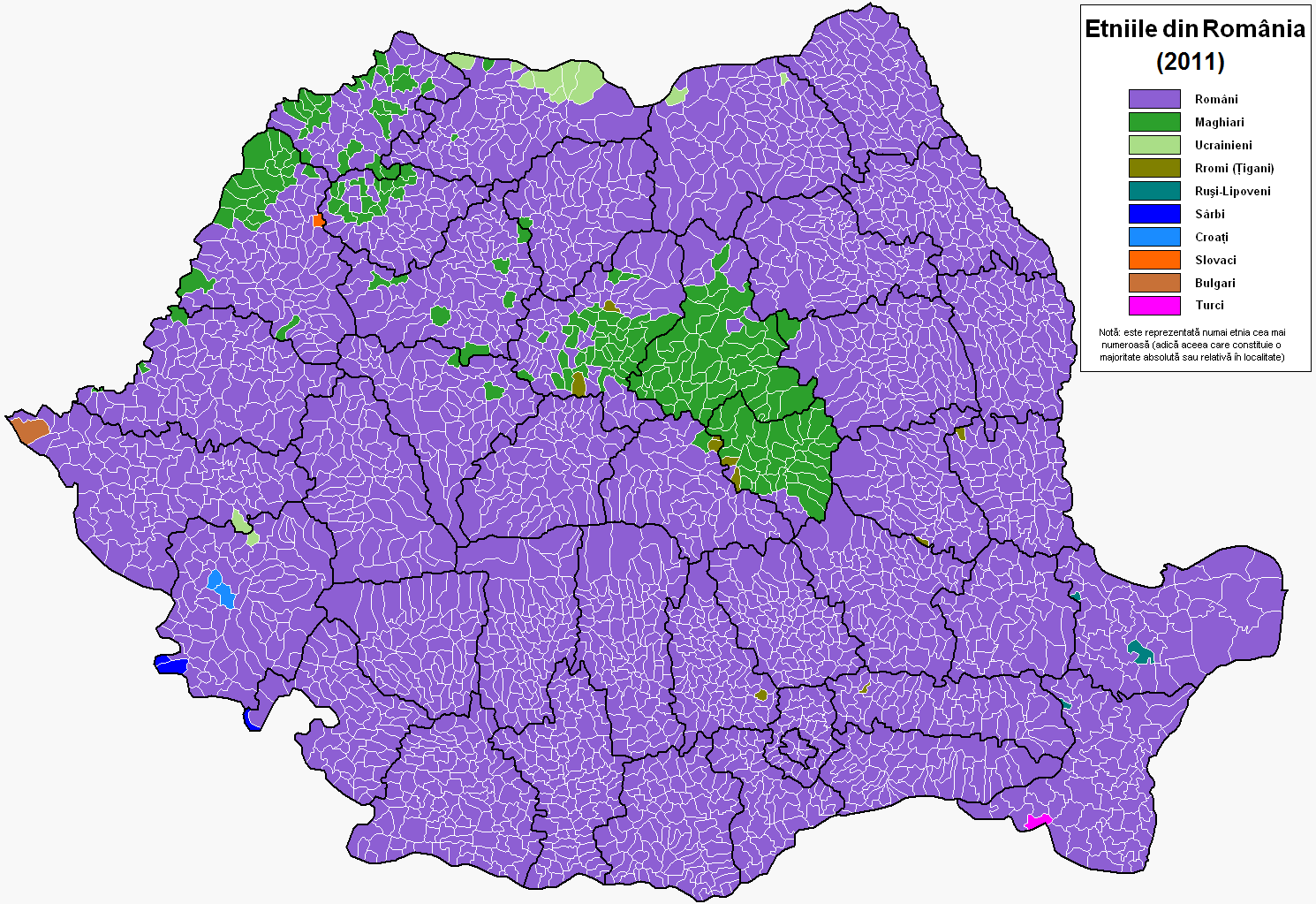
Etnische kaart van Roemenië in 2011

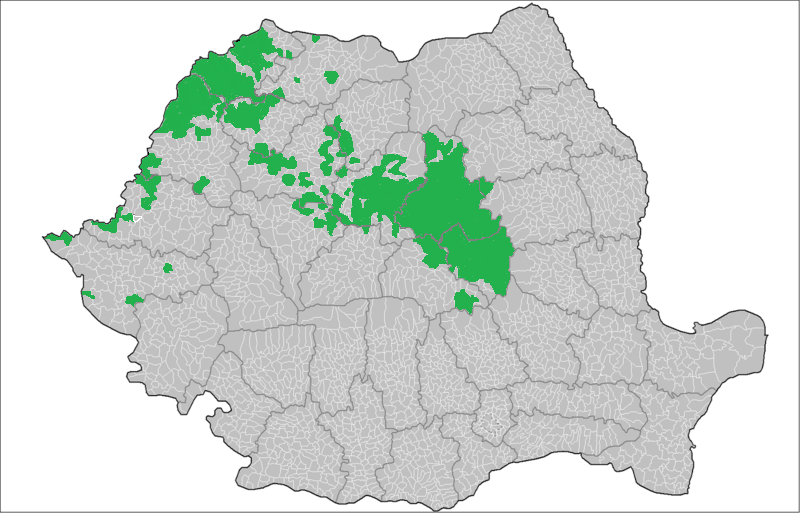
Gemeenten waar de Hongaren meer dan 20% van de bevolking vormen (volkstelling 2011)

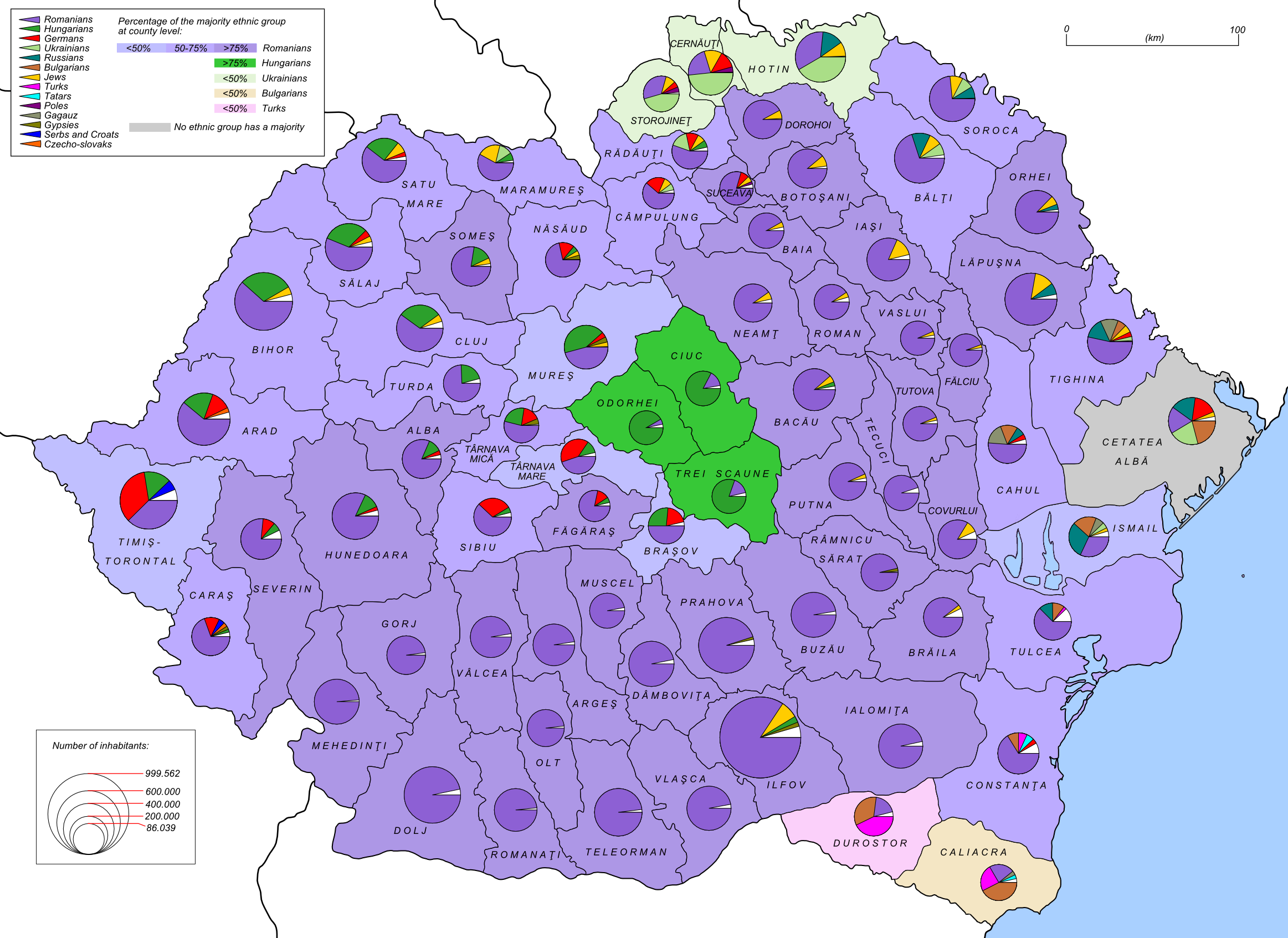
Hongaarse minderheid in Roemenië in 1930

De Hongaarse minderheid in Roemenië is met ongeveer 1,2 miljoen mensen de grootste minderheid in Roemenië en maakte volgens de census van 2011 iets meer dan 6% van 's lands totale bevolking uit. Het is tevens de grootste Hongaarse gemeenschap buiten Hongarije en na de Russische minderheden in de voormalige Sovjetrepublieken in absolute aantallen de grootste minderheid in Europa.
De meeste Hongaren in Roemenië wonen in Transsylvanië, dat in het Nederlands ook wel Zevenburgen wordt genoemd, waar ze ongeveer 20% van de bevolking uitmaken. Hier zijn de historische regio's Banaat, Crișana en Maramureș bij inbegrepen. De Hongaren vormen de meerderheid in het centraal gelegen Szeklerland (71,92%) en een grote minderheid in de noordwestelijke districten Satu Mare (35,22%), Bihor (25,91%) en Sălaj (23,07%). Verder zijn er Hongaarse enclaves in de districten Alba en Cluj zoals Kalotaszeg, Aranyosszék, de Transsylvaanse Vlakte en Küküllőszög.

## Etnische groepen

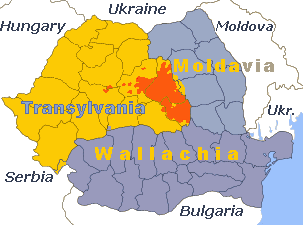
Szeklerland strekt zich grofweg uit over de districten Harghita, Covasna en Mureş

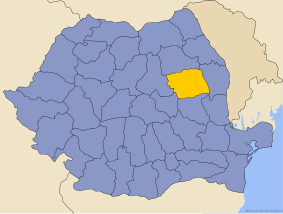
De meeste Csángó's wonen in het district Bacău, waar ze 0,64% van de bevolking uitmaken

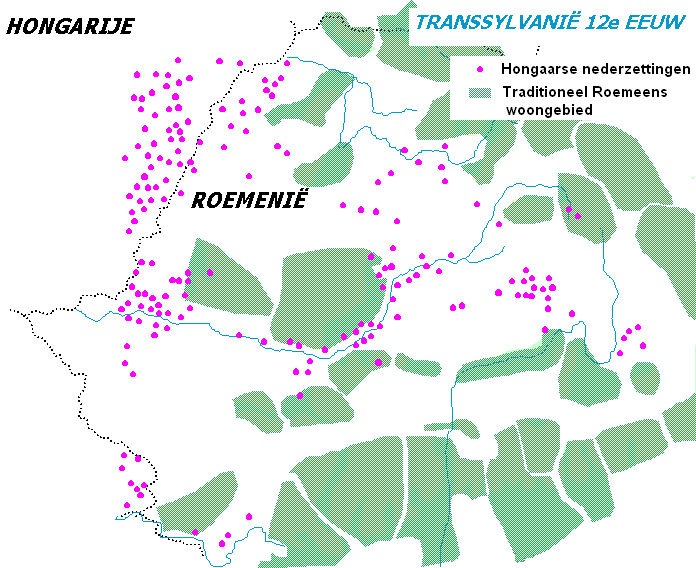
Transsylvanië in de 12e eeuw. Roze stippen zijn Hongaarse nederzettingen, groen is traditioneel woongebied van de Roemenen

De Hongaarse minderheid in Roemenië is etnisch heterogeen en wordt in drie groepen onderverdeeld:

### Hongaren
Iets meer dan de helft van de Hongaarse minderheid in Roemenië bestaat uit etnische Hongaren, ook wel Magyaren genoemd. Deze groep behoort tot dezelfde etnische groep als de Hongaren in Hongarije. Zij leven vooral aan de grens met Hongarije.

### Szeklers
De Szeklers (Székely) zijn een Hongaarse etnische groep die in Szeklerland (Székelyföld) woont, dat ongeveer samenvalt met de districten Harghita, Covasna en Mureș. Hun dialect en specifieke culturele kenmerken onderscheiden hen van andere Hongaren maar toch beschouwen de Szeklers zich over het algemeen als Hongaar. Gebaseerd op de laatste officiële Roemeense census uit 2002 schat men het aantal Szeklers op 670.000, wat een kleine helft (46,8%) is van het totaal aantal Roemeense Hongaren.

### Csángó's
De Csángó's vormen een kleine etnische groep van naar Roemeens Moldavië geëmigreerde Hongaren. Ze beschouwen zich noch als Hongaars, noch als Roemeens, en vormen de enige Hongaarssprekende groep die nooit tot het Hongaarse Rijk heeft behoord.

## Geschiedenis

### Kort overzicht
Tot 1920 was er nog sprake van een Roemeense minderheid in Hongarije, dat tot dan deel uitmaakte van Oostenrijk-Hongarije. In de 19e eeuw voerde de Hongaarse overheid een actieve magyarisatiepolitiek in Transsylvanië en werden de Roemenen er gediscrimineerd. Na de toewijzing van het gebied aan Roemenië met het Verdrag van Trianon draaiden de rollen om. De Groot-Roemeense regering voerde vooral op sociaal-economisch vlak een anti-Hongaars beleid. Tijdens de Tweede Wereldoorlog voegde Hongarije zich bij de asmogendheden en herwon zo kort de controle over Transsylvanië, maar na de Oorlog werden alle grenswijzigingen weer ongedaan gemaakt. Tot halfweg de jaren vijftig werd er geen al te agressieve minderhedenpolitiek gevoerd, maar na de Hongaarse Opstand in 1956 sloeg de situatie weer om. Onder Ceaușescu kwam de roemenisering in een stroomversnelling. Na de Roemeense Revolutie in 1989 – waarbij Hongaren en Roemenen aan dezelfde kant stonden – werkte dit nog even door, maar na 1995 neutraliseerden beide landen hun relaties met het oog op toetreding tot de EU en de NAVO. Sindsdien verbetert de verstandhouding – enkele diplomatieke rellen daargelaten – en krijgen de minderheden in Roemenië steeds meer autonomie en sociale en culturele rechten.

### Multi-etnisch gebied
Transsylvanië werd in het eerste millennium hoofdzakelijk bewoond door een gemengd Dacisch-Latijns volk. Ook woonden er Avaren, Gepiden en Slavische stammen. Tussen de 8e en de 11e eeuw vestigden zich geleidelijk aan meer en meer Magyaren - voorouders van de Hongaren - in het gebied. De Hongaren maakten het onderdeel van hun koninkrijk dat werd begrensd door de Karpaten. In de 13e eeuw waren er invallen van de Mongolen en werden veel Magyaren vermoord. Nadien besloot de Hongaarse Koning Béla dat de grenzen beter moesten worden bewaakt en liet hij de Szeklers en de Saksen de zuidoostelijke grenzen bewaken voor nieuwe invallen van voornamelijk Ottomanen. Transsylvanië hoorde bij het Hongaarse Rijk tot de overwinning van de Ottomanen met de Slag bij Mohács in 1526. Door de eeuwen heen kwamen er ook Roemenen naar het gebied die voornamelijk horigen waren maar in bepaalde gebieden ook zelfbestuur hadden. Zevenburgen is dus steeds een etnisch gemengde streek geweest en tevens door de eeuwen heen betwist gebied tussen Hongarije en Roemenië.

### Onder de Habsburgers
Na de Slag bij Mohács in 1526 viel Hongarije uiteen in drie delen: het Koninkrijk Hongarije viel voortaan onder de Habsburgers, bezet Hongarije werd ingelijfd bij het Ottomaanse Rijk, terwijl Transsylvanië een autonoom vorstendom werd, meestal geleid door Hongaarse vorsten maar gelegen in de Ottomaanse invloedszone.
Na de Slag om Wenen in 1683 hadden de Habsburgers tegen de 18e eeuw het grootste deel van het voormalige Hongarije op de Turken heroverd. Nadat de onafhankelijkheidsstrijd van Frans II Rákóczi, vorst van Transsylvanië, in 1711 op niets uitdraaide, kon de Habsburgse controle ook over Transsylvanië worden bestendigd en werden de Hongaars-Transsylvaanse prinsen vervangen door Oostenrijkse gouverneurs. De onafhankelijkheid van het vorstendom Transsylvanië werd vanaf dan gaandeweg ondergraven, tot het in 1848 effectief deel zou worden van Hongarije.

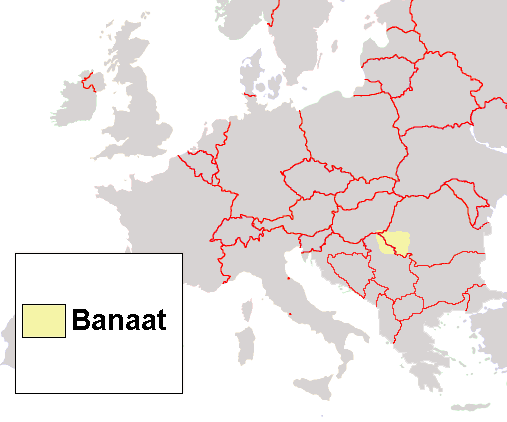
Het Banaat in Europa

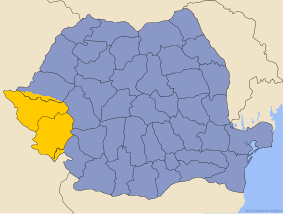
Roemeens Banaat

In 1719 werd ook het Banaat door de Oostenrijkers heroverd. Dat gebied hoorde tot de Turkse inval van 1552 bij het Koninkrijk Hongarije. In de 14e en 15e eeuw en ook later vestigden er zich veel Serviërs en Roemenen. Op grond van naamlijsten van dorpen die schatplichtig waren aan de Turken, concluderen de meeste historici dat de Roemenen toen de meerderheid van de bevolking vormden, gevolgd door de Serviërs. Na de verovering door Oostenrijk werd er een actieve kolonisatiepolitiek opgezet met als doelen het in cultuur brengen van het land, militaire versterking van het grensgebied en verspreiding van het rooms-katholicisme. Naast Serviërs en Roemenen kwamen er ook Kroaten, Bulgaren en Duitse Zwaben zich in de streek vestigen, wat het uitgesproken multi-etnisch karakter van het gebied verklaart. Hongaren werden door Oostenrijk uitgesloten van kolonisatie.

#### Magyarisatie onder Hongaars bewind
In 1778 droeg keizerin Maria Theresia van Oostenrijk het Banaat opnieuw over aan Hongarije, waartoe het zou behoren tot het Verdrag van Trianon uit 1920. In 1784 verving de nieuwe keizer Jozef II het Latijn als officiële taal van het rijk door het Duits. In 1790 werd deze wet - onder hoofdzakelijk Hongaarse druk - ingetrokken en werd het Latijn weer de officiële taal. De Hongaren werden zich door deze bedreiging bewuster van hun eigenheid en hun taal. Later, in 1836, verhief de Hongaarse Landdag in Boedapest het Hongaars tot taal van het bestuur en de rechtspraak in heel toenmalig Hongarije, dus ook in het Banaat en Transsylvanië. Tot 1920 werd er een actieve magyarisatiepolitiek gevoerd. In 1791 stuurden de Roemenen daarom een petitie naar keizer Leopold II, waarin ze de erkenning als vierde "natie" van Transsylvanië eisten, naast de Hongaarse adel, de Transsylvaanse Saksen en de vrije Szeklers. De Zevenburgse Raad - waarin de drie andere "naties" zetelden - verwierp het voorstel, waardoor de Roemenen in hun achtergestelde positie bleven.
Na de Hongaarse Revolutie van 1848 werd met de zogenaamde "aprilwetten" de eenheid tussen Transsylvanië en Hongarije afgekondigd. Hoewel dit niet gesteund werd door de Roemenen en de Duitse Saksen, jegens wie de Hongaren een intolerant beleid voerden, en aanvankelijk ook de Szeklers zich hiertegen verzetten, werd de unie op 29 mei 1848 toch goedgekeurd door de Unio Trium Nationum. Oostenrijk sloeg met hulp van de Russen de Hongaarse onafhankelijkheidsstrijd ongenadig neer. De "Unie van de Drie Naties" werd afgeschaft, de Roemenen kregen gelijke burgerrechten en het Duits werd weer de officiële taal.
Met de Ausgleich - het vergelijk - van 1867 werd Transsylvanië deel van Transleithanië, het Hongaarse koninkrijk binnen de Oostenrijk-Hongaarse dubbelmonarchie. Het Keizerrijk Oostenrijk heette voortaan Oostenrijk-Hongarije en gaf het opstandige Hongarije een evenwaardige plaats naast Oostenrijk, waarbij de Slavische bevolkingsgroepen en de Roemenen in de kou bleven staan. Ook niet-exclusief Hongaarstalige gebieden als het Banaat en Transsylvanië kwamen weer onder rechtstreeks Hongaars gezag te liggen en de magyarisatiepolitiek kwam in een stroomversnelling.
Reeds in 1848 vroeg de Roemeense meerderheid in Transsylvanië een universiteit in de eigen taal. De Hongaarse heersers stelden in 1868 voor om een universiteit in Cluj-Napoca (Kolozsvár) te stichten waar onderwezen zou worden in het Hongaars, Roemeens en Duits. Een deel van de Roemeense elite steunde dit voorstel. Bij de effectieve oprichting van de Frans Jozef-universiteit in 1872 werd echter besloten enkel Hongaars als onderwijstaal te gebruiken, wat tot verontwaardiging leidde bij de Roemeense bevolking.

#### Roemeense tegenstand
| Jaar      | Transsylvanië | Hongaren |
| --------- | ------------- | -------- |
| 1712-1713 | ?             | 47%      |
| 1720      | ?             | 37,2%    |
| 1786      | 1.664.545     | 29,4%    |
| 1850      | 1.823.222     | 26,8%    |
| 1869      | 4.224.436     | 25%      |
| 1880      | 4.032.851     | 26%      |
| 1890      | 4.429.564     | 27,1%    |
| 1900      | 4.840.722     | 29,5%    |
| 1910      | 5.262.495     | 31,6%    |
| 1919      | 5.259.918     | 26,5%    |
| 1920      | 5.208.345     | 25,5%    |
| 1930      | 5.114.214     | 26,7%    |
| 1941      | 5.548.363     | 29,5%    |
| 1948      | 5.761.127     | 25,7%    |
| 1956      | 6.232.312     | 25,9%    |
| 1966      | 6.736.046     | 24,2%    |
| 1977      | 7.500.229     | 22,6%    |
| 1992      | 7.723.313     | 21%      |
| 2002      | 7.221.733     | 19,6%    |
| 2011      | 6.789.250     | 17,9%    |

Als tegenreactie op de Ausgleich werden in 1869 de Roemeense Nationale Partij van Transsylvanië en de Nationale Partij van Roemenen in het Banaat en Hongarije opgericht. In 1881 werden zij gefuseerd tot de Roemeense Nationale Partij (PNR), die streed tegen de magyarisatiepolitiek van de Hongaarse machthebbers in de Dubbelmonarchie. Ook ijverde men voor de veralgemening van het kiesrecht dat de meeste Hongaren maar vooral Roemenen, de meerderheid van de Transsylvaanse bevolking, niet hadden. Een hereniging met Roemenië stond daarentegen niet in het partijprogramma.
In 1892 stelden enkele vooraanstaande PNR-leiders het Transsylvaanse Memorandum op, en zonden het naar keizer Frans Jozef I, waarin ze onder meer gelijke rechten voor de Roemenen in Transsylvanië eisten. De schrijvers van het Memorandum werden gearresteerd en in 1894 veroordeeld tot gevangenisstraffen. In 1895 kregen ze evenwel amnestie door bemiddeling van koning Carol I van Roemenië. Veel PNR'ers en andere Roemenen in Oostenrijk-Hongarije waren er ondertussen van overtuigd dat Transsylvanië zich moest verenigen met Roemenië, maar de partijleiding bleef verdeeld. De laatste jaren van het Oostenrijks-Hongaarse bewind geraakte de partij verdeeld in verschillende fracties. Elk van hen zag wel de noodzaak van een grote verandering in.
In 1905 besloot de PNR voor het eerst deel te nemen aan de verkiezingen van het Hongaarse parlement. Voordien weigerde de PNR mee te doen daar ze de Ausgleich van 1867 niet erkende. In 1906 namen de PNR-verkozenen zitting in het parlement. De PNR was een van de twee etnisch-Roemeense partijen in het Hongaarse parlement; de andere was de Sociaaldemocratische Partij van Transsylvanië en het Banaat.
In 1913 stelde de nieuwe Hongaarse premier, István Tisza, onderhandelingen over de positie van de Roemenen in Hongarije voor. Door het uitbreken van de Eerste Wereldoorlog in juli 1914 bleven deze echter uit.

### Tijdens het interbellum
Na de Eerste Wereldoorlog, die het uiteenvallen van Oostenrijk-Hongarije betekende, kwam het gebied toe aan Roemenië. Op 1 december 1918 werd in Alba Iulia op een Roemeens congres de eenheid van Transsylvanië, het Banaat, Walachije en Moldavië afgekondigd, wat gesteund werd door de Transsylvaanse Saksen. Als reactie hierop herbevestigde de Algemene Hongaarse Vergadering van Cluj op 22 december 1918 de loyaliteit van de Transsylvaanse Hongaren aan Hongarije.
Door het ineenstorten van het Oostenrijks-Hongaarse leger en het uitbreken van revoluties in Boedapest kon Hongarije geen weerwerk bieden tegen de Roemeense troepen, die gesteund werden door de Entente. Gedurende 1918-1919 verloor het geleidelijk terrein, Transsylvanië inbegrepen. In 1919 beëindigde de tussenkomst van het Roemeense leger de intenties van de Hongaarse communistische regering van Béla Kun om Transsylvanië te heroveren.

#### Verdrag van Trianon
De Roemeense eenheid werd door de westerse mogendheden bekrachtigd met het Verdrag van Trianon op 4 juni 1920. Niet alleen Transsylvanië kwam Roemenië toe, maar ook de omringende multi-etnische gebieden Maramureș en Crișana. Ook het Banaat werd voor twee derde door Roemenië ingelijfd. Het overige derde, Vojvodina, ging naar Joegoslavië en Hongarije behield enkel een klein stukje rond de stad Szeged. Voortaan waren de Hongaren de minderheid in een nieuw Roemenië; voorheen was het omgekeerd. De gevolgen van Trianon - verlies van 66% van de totale bevolking en 72% van het grondgebied - werden in Hongarije als een groot onrecht ervaren en zouden in de volgende decennia het onderwerp vormen van de Hongaarse buitenlandse politiek.

#### Toenmalige bevolkingsverdeling

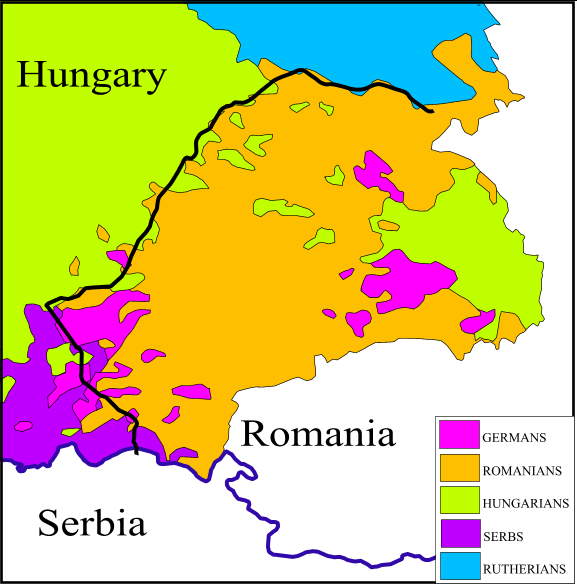
Etnische groepen in Transsylvanië rond 1910

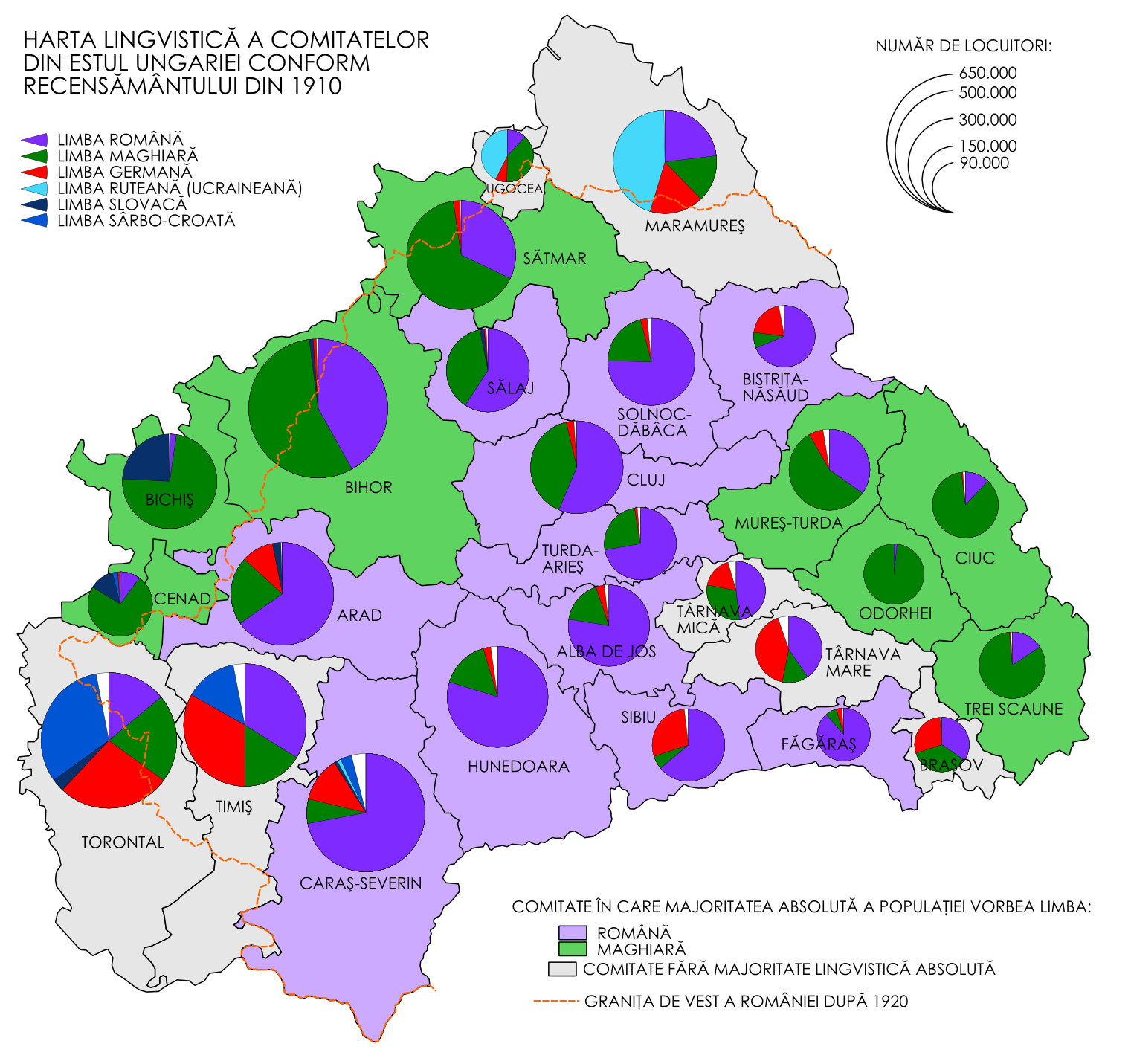
Taalkundige kaart Transsylvanië in 1910

Ten tijde van de deling bestond de bevolking van het Banaat uit 600.000 Roemenen, 450.000 Duitsers, 280.000 Serviërs, 200.000 Hongaren en 150.000 leden van andere bevolkingsgroepen, waaronder Slowaken, Kroaten, Joden, Bulgaren, Roethenen en Roma.
In heel Transsylvanië vormden de Roemenen in 1910 met 52% nipt de meerderheid maar leefden hoofdzakelijk op het armere platteland. Zij telden voor 59,7% van de plattelandsbevolking en slechts voor 19,7% van de stadsbevolking. De Hongaren waren met 62% de meerderheid in de steden en vormden 31,6% van de totale Transsylvaanse bevolking. De Joden (10,7% in de steden) waren op linguïstisch vlak meestal geassimileerd aan de Hongaren (op religieus vlak behielden ze echter hun eigenheid), wat het Hongaars karakter van de steden nog versterkte (tot 72,7%). In het Banaat daarentegen waren de Joden meestal Duitstalig, waar het Duits de voornaamste stedelijke omgangstaal was. De Roemenen hadden in de vroege 20e eeuw slechts een minimale invloed op het stedelijk leven en werden in de steden in getto's ondergebracht of verhongaarst.
De assimilatiepogingen van de Hongaarse overheid hadden slechts weinig effect op de meeste plattelandsbewoners omdat die in kleine, samenhangende dorpsgemeenschappen leefden. Het verlies aan Roemeenssprekenden tussen 1850 en 1910 wordt over het algemeen geschat op 100.000. Van alle Roemeense Hongaren spraken er slechts 5,71% (137.000 mensen) Hongaars in 1880. In 1914 was dit - onder andere omdat al het onderwijs Hongaars was - al gestegen tot 12,54% (370.000 mensen). In het Banaat waren dit er nog minder: in 1890 slechts 3,41%. Bij de Transsylvaanse Saksen was de kennis van zowel het Hongaars als het Roemeens eerder de regel.
Voor het eerst sinds lang werd de Roemeense meerderheid (55-60%) in Transsylvanië niet gediscrimineerd en draaiden de machtsrollen om.

#### Roemenisatie na Trianon

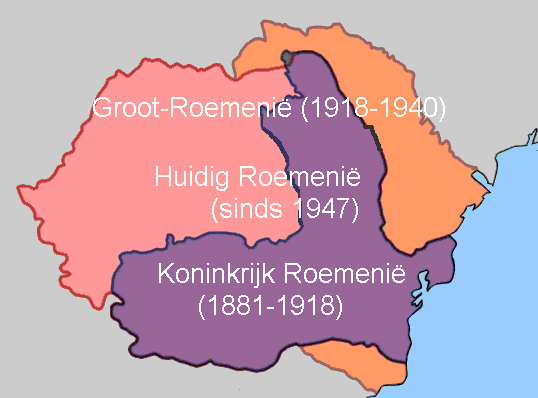
Roemenië van vóór WOI
Met paars en roze: Roemenië tijdens het interbellum
Met paars, zonder oranje: Roemenië na WOII

Op 12 mei 1919 werd de tot dan Hongaarse Universiteit van Cluj genationaliseerd en volledig geroemeniseerd.
De definitieve toewijzing van Transsylvanië aan Roemenië door het Verdrag van Trianon in 1920 veranderde de sociale verhoudingen in het gebied aanzienlijk. Hongaren hadden er bijna zonder onderbreking meer dan duizend jaar de dienst uitgemaakt, al dan niet in een alliantie met de 'Saksen', en werden van de ene op de andere dag gedegradeerd tot een nationale minderheid. Reeds in 1930 was hun aandeel in de Zevenburgse steden gedaald tot 37,6% en in heel Transsylvanië tot 24,4%. De Duitse (10%) en Joodse (3,3%) minderheden bleven min of meer stabiel. Het aandeel Roemenen daarentegen steeg in twintig jaar tijd tot 57,8% van de totale bevolking en tot 35% in de steden. De achteruitgang van de Hongaarse percentages is grotendeels te verklaren door de uittocht van Hongaren na 1918. Tussen 1918 en 1922 emigreerde ongeveer een vijfde van de Transsylvaanse Hongaren, of 197.000 mensen, naar Hongarije. Tijdens de rest van het interbellum vertrokken er nog eens 169.000. Ook paste een deel van de Joden zich aan aan de nieuwe cultuurtaal, wat de achteruitgang van de Hongaren en de stijging van de Roemeenstaligen in de hand werkte.
De nieuwe Groot-Roemeense staat was gebaseerd op democratische grondslagen en dus mochten nationale minderheden eigen politieke partijen oprichten. De Hongaarse Nationale Partij werd opgericht in 1922 en wist een aantal zetels in het Roemeense parlement te bemachtigen. De door de aristocratie geleide partij, die massaal door de Hongaarse minderheid werd gesteund, wist echter in het parlement slechts weinig medestanders te mobiliseren voor een minderhedenbeleid.
De officiële politiek van Roemenië was om Transsylvanië te ‘roemeniseren’ in sociaal-politieke zin. Voor roemenisatie op cultuurvlak had de Roemeense regering nog geen belangstelling. Die zag haar taak eerder in het creëren van een Roemeense middenklasse, die tot dan toe nog onderontwikkeld was. Door gebrek aan goede Roemeense kandidaten werden tot begin jaren dertig nog veel Hongaren toegelaten tot hoge functies. Ondertussen werd de Hongaarse taal echter wel volledig uit het openbare leven verbannen en werden alle plaatsnamen geroemeniseerd.
Transsylvaanse edelen, grotendeels Hongaars, werd uit marxistische motieven hun grootgrondbezit ontnomen tijdens de landhervorming na de oorlog. Het werd verdeeld onder de boeren die erop werkten, meestal Roemenen. Deze maatregel veranderde de verdeling van grond over de bevolkingsgroepen.
Als gevolg van het Minderhedenverdrag dat Roemenië had moeten ondertekenen om Transsylvanië te kunnen verkrijgen, bestond er wel Hongaars onderwijs en mocht de Rooms-Katholieke Kerk eigen scholen stichten. Toch klaagden de Hongaren over een gebrek aan scholen in hun taal en over de grote druk van de Roemeense overheid om kinderen naar Roemeense scholen te sturen, vooral in Szeklerland. De Roemeense overheid gaf land en hoge salarissen aan leraren uit Roemeense gebieden om er zich te vestigen, in een poging om de Hongaren te roemeniseren. Het hoger onderwijs werd volledig Roemeens, met uitzondering van de leerstoel Hongaarse literatuur op de Universiteit van Cluj. Hongaarse diploma’s werden niet erkend.
Toch hadden de Hongaren in Transsylvanië het in deze periode beter dan hun volksgenoten in andere landen, bijvoorbeeld in de Servische provincie Vojvodina.

### De Tweede Wereldoorlog
Na de schijnbaar getolereerde aanhechting van Sudetenland door Hitler in de jaren dertig klonk in Hongarije de roep voor een herziening van het Verdrag van Trianon steeds luider. Nazi-Duitsland en fascistisch Italië gingen hierop in om enerzijds Hongarije deels te compenseren voor de gebiedsverliezen na de Eerste Wereldoorlog, en anderzijds om zich van de Hongaarse steun aan de asmogendheden tijdens de volgende oorlog te verzekeren.

#### Toewijzingen van Wenen

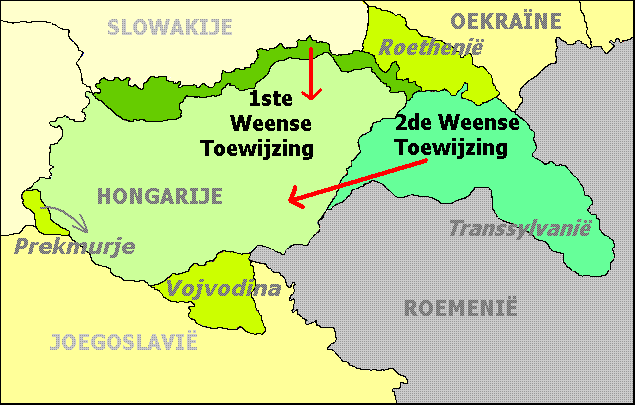
De eerste en tweede toekenning van Wenen. Lichtgroene gebieden (Vojvodina, Karpato-Roethenië en Prekmurje) zijn niet officieel door de asmogendheden aan Hongarije toegekend, maar werden door Hongarije bezet.

De Eerste Scheidsrechterlijke Uitspraak van Wenen van november 1938, op initiatief van Hitler en Mussolini, voegde de Hongaarssprekende delen van Slowakije en Karpato-Roethenië terug bij Hongarije. In maart 1939 bezette Hongarije onder Miklós Horthy in navolging van de Duitse bezetting van Tsjechië de rest van Roethenië.
In augustus 1940 kwam de Tweede Scheidsrechterlijke Uitspraak van Wenen, onder leiding van dezelfde partijen, tot stand waarbij Hongarije ongeveer 40% terugkreeg van het gebied dat het aan Roemenië had moeten afstaan. Het gebied in Noord-Transsylvanië vormde een corridor naar het voornamelijk Hongaarse Szeklerland, en bezat een kleine Hongaarse meerderheid. Het was echter de zoveelste hertekening van de grenzen in dit multi-etnisch gebied en dus geen duurzame oplossing. Naargelang de gebruikte statistieken leefden er 1.150.000 tot 1.300.000 Roemenen, of 48-50% van de bevolking van het overgeheveld gebied, voortaan in Hongarije, terwijl er 500.000 Hongaren in het Roemeense deel achterbleven. De opdeling van Transsylvanië bracht een zekere volksverhuizing van 200.000 Hongaren op gang die in Roemeens gebied achtergebleven waren.
De Roemeense Universiteit van Cluj verhuisde in 1940 onder dwang naar Sibiu en Timișoara en de Hongaarse Universiteit van Szeged nam er haar plaats in.

#### Hongaarse reannexatiedrift
Door de wens tot herziening van Trianon zocht Hongarije toenadering tot de asmogendheden. Toen in april 1941 Hitler Joegoslavië binnenviel, bezette Hongarije de delen van Vojvodina (Servië) en Prekmurje (Slovenië) waar een Hongaarse minderheid woonde. De Hongaarse reannexatiedrift was hiermee tot een einde gekomen. Hongarije had zijn grondgebied uitgebreid van 29 tot 53% van zijn bezittingen voor Trianon.
De toewijzingen en bezettingen waren slechts van korte duur. Toen toenmalig staatshoofd Miklós Horthy met de Duitse nederlaag in zicht ook gesprekken aanknoopte met de geallieerden, werd Hongarije in maart 1944 door Duitsland bezet. Aan het einde van de oorlog werden alle grenswijzigingen sinds de Anschluss van Oostenrijk ongeldig verklaard, en hoewel er bij sommige Amerikaanse diplomaten sympathie bestond voor enkele van de Hongaarse grenswijzigingen, bleven onder Sovjetdictatuur de vooroorlogse grotendeels ook de naoorlogse grenzen.
Tijdens de bezetting waren er gevallen van discriminatie en intimidatie van Roemenen door Hongaren. Dit gebeurde in 1944 ook omgekeerd, wat uitmondde in chaos, tot de regering van Petru Groza, een communistische regering die koning Michaël buitenspel had gezet, de situatie in 1945 weer onder controle kreeg.
Op het einde van de oorlog vluchtten ongeveer 150.000 Hongaren naar Hongarije.

### Naoorlogse periode
Jozef Stalin had Transsylvanië aan Roemenië beloofd, deels als dank voor het wisselen van zijde aan het einde van de oorlog en deels om de annexatie van Bessarabië, ongeveer de huidige staat Moldavië, en Boekovina door de Sovjet-Unie goed te maken. De Hongaarse bezetters werden verdreven, waarna Transsylvanië onder Sovjet-Roemeense bezetting kwam.

#### Liberaal minderhedenbeleid
De Hongaarse gemeenschap profiteerde enigszins van het feit dat de Roemeense Communistische Partij voor een belangrijk deel uit Hongaren en Hongaarse Joden bestond. Deze communistische Hongaren waren fel gekant tegen de Roemeense wraakacties, waarop de Sovjet-Unie Transsylvanië onder militair bewind stelde.
De eerstvolgende regering van Roemenië werd geleid door de pro-Hongaarse communist Petru Groza en erkende de rechten van de minderheden in een liberaal minderhedenstatuut. Slechts een paar beloften zouden later ook daadwerkelijk worden toegepast. Hongaren die tijdens de oorlog tijdelijk Transsylvanië hadden verlaten, werden van hun staatsburgerschap ontdaan. Ze werden samen met de Hongaren die een Hongaars burgerschap hadden aangevraagd in de oorlog gebrandmerkt als verraders en hun bezittingen werden hun ontnomen. Economische hervormingen werden discriminerend toegepast; vooral op het gebied van landverdeling werden de Hongaren benadeeld.
Toch was er in deze tijd een vrij groot respect voor het Hongaarse onderwijs en de culturele rechten van de minderheden, om zo de Hongaren te winnen voor het nieuwe communistische systeem. Hoewel de aan de Kerk gelieerde scholen, waarvan 80% Hongaars was, genationaliseerd werden, werd het aanbod van onderwijs in het Hongaars uitgebreid. De Hongaren kregen in grote mate hun eigen scholen terug en zelfs de afgezonderde Hongaarse Csángó's kregen onderwijs in hun eigen taal.
In 1945 kwam de vijf jaar eerder verplaatste Roemeense Universiteit terug naar Cluj en nam de naam Babeș aan. De Roemeense overheid heropende de Hongaarse Universiteit van Cluj, onder de naam Bolyai. Ook werden een medische faculteit en een theaterschool gesticht in Târgu Mureș.
De in 1944 opgerichte Hongaarse Volksfederatie (of Hongaarse Volksunie), de belangrijkste vertegenwoordiger van de belangen van de Hongaarse minderheid, verklaarde zich tevreden met de vooruitzichten van de Hongaarse minderheid in een 'democratisch' Roemenië.
Deze periode van relatief goede omstandigheden waren echter van korte duur. Het stalinisme werd geïntroduceerd in Roemenië en het bewind beschouwde de Hongaarse intelligentsia niet alleen als 'klassenvijand', maar ook als gevaarlijke nationalisten. Onder het mom de Roemeense communistische partij te ontdoen van titoïsten werden de Hongaren en Hongaarse Joden uit de partij geroyeerd. De Hongaarse Volksfederatie werd in 1953 op eenzelfde manier gezuiverd en daarna gepluimd van haar functies.
Ook de Duitse Donau-Zwaben kregen de wind van voren. Ze werden door de radicale Roemeense communisten op grond van hun Duitse etniciteit uit het Banaat verbannen. Ze werden verplaatst naar de Baraganvlakte in het zuidoosten van Roemenië en ongeveer 75.000 van hen werden gedeporteerd naar de Sovjet-Unie. Van hen keerde de helft niet meer terug naar Roemenië maar vestigde zich later in de DDR, West-Duitsland of Oostenrijk. Veel andere Zwaben en protestantse Saksen verlieten Transsylvanië en emigreerden naar Duitsland.

#### Hongaarse Autonome Provincie

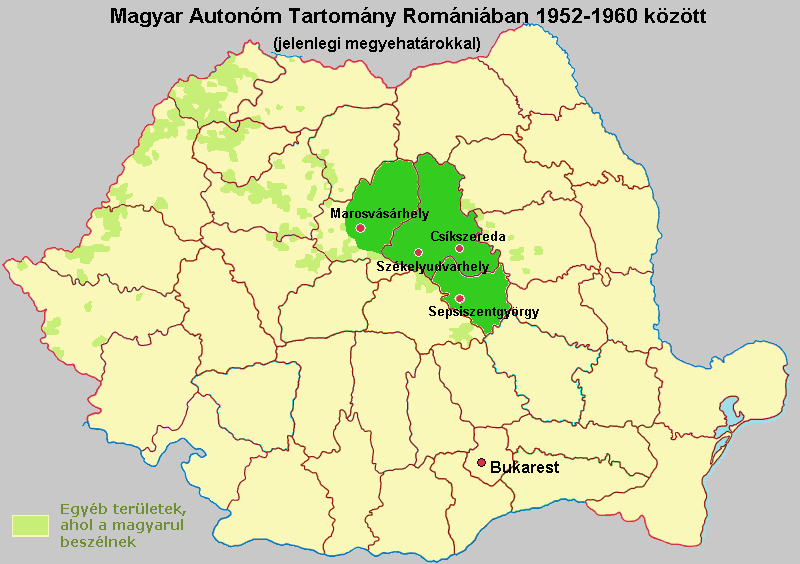
De Hongaarse Autonome Provincie (1952-1960), viel grotendeels samen met Szeklerland

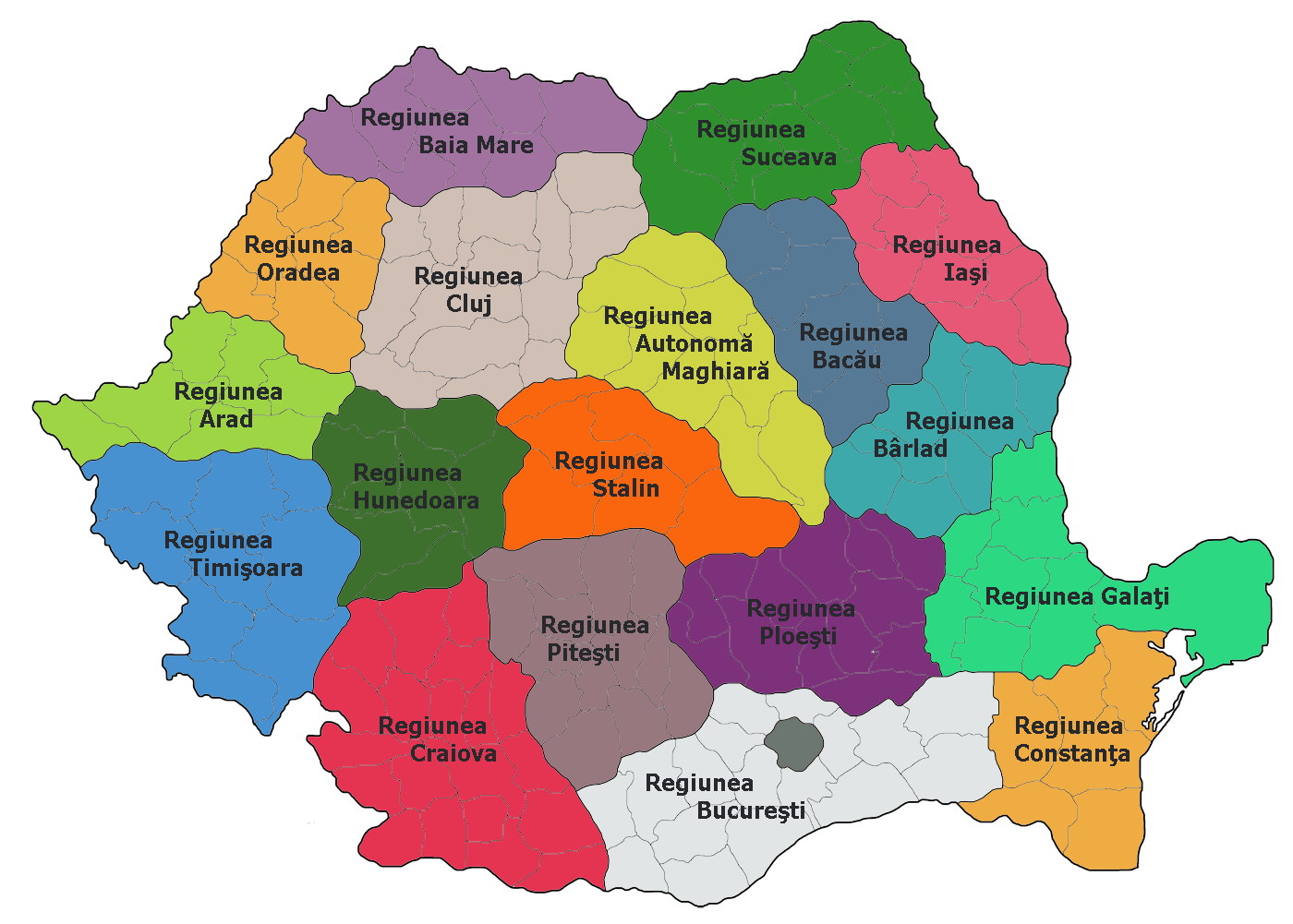
Administratieve indeling Roemenië (1952-1956)

In de Roemeense grondwet van 1952, waarin de Hongaren een status van "samenwonende natie"  hadden, kreeg de Hongaarse minderheid naar Sovjetmodel een Autonome Provincie toegewezen. Dit moest de Hongaren in de pas doen lopen van het communistisch regime, geleid door Gheorghe Gheorghiu-Dej. De provincie kwam ruwweg overeen met historisch Szeklerland en had een Hongaarse meerderheid van 75%. Hier mocht, anders dan in de rest van Roemenië, de Hongaarse taal officieel gebruikt worden voor sommige doeleinden. Enkele Hongaarse culturele instellingen werden van Cluj (Kolozsvár) naar Târgu Mureș (Marosvásárhely), de belangrijkste stad in de regio, verplaatst. De beloofde autonomie bleek echter voor een groot deel een illusie in de gecentraliseerde Roemeense partijstaat. In 1960 werden de grenzen van de provincie, die vanaf dat moment Mureș-Maghiar Autonome Provincie werd genoemd, veranderd om de Hongaarse bevolking daarin te reduceren van 75 naar 62 procent. In 1968 werd de autonome provincie uiteindelijk weer opgedoekt en opgedeeld in de nog bestaande districten Harghita, Mureș en Covasna.

#### Verslechtering na de Hongaarse Opstand
Toen in 1956 in Hongarije na de Hongaarse Opstand voor korte tijd een liberalere regering onder János Kádár aan de macht kwam (het zogenaamde goulashcommunisme), wekte dat sympathie bij de Transsylvaanse Hongaren. Van communistisch-Roemeense zijde werd hard ingegrepen door Hongaren te arresteren en te veroordelen. Tegelijkertijd werd er een aantal toezeggingen gedaan aan de Hongaarse minderheid om het verzet te sussen. Een Raad van Arbeiders van Hongaarse Nationaliteit werd opgericht en de Hongaren kregen een uitgeverij en een televisieprogramma in de eigen taal.
De regering gebruikte haar controle over de economie en de verdeling van arbeidsplaatsen om de etnische samenstelling van Transsylvanië te veranderen. Met name in de hoofdzakelijk Hongaarse steden werd vestiging door Roemenen aantrekkelijk gemaakt. Hongaren daarentegen mochten niet van het platteland naar Hongaarstalige steden verhuizen maar werden aangemoedigd dan wel gedwongen zich te vestigen in voornamelijk Roemeense streken van het land.
Ondertussen leidde de groeiende discriminatie in de toelating tot het hoger onderwijs tot een sterke daling van het aantal Hongaarse academici. Hierop werden in 1959 in Cluj de Hongaarse Bolyaiuniversiteit samengevoegd met de Roemeense Babeșuniversiteit, met als voornemen de lessen in het Roemeens en het Hongaars aan te bieden. De vorming van de Babeș-Bolyaiuniversiteit luidde echter de geleidelijke roemenisatie van het voortgezet onderwijs in, die onder het Ceaușescuregime in een stroomversnelling kwam en midden jaren tachtig werd voltooid. Deze fusie van de universiteiten ging gepaard met een collectieve zelfmoord van enkele Hongaarse professoren.

### Radicalisering onder Ceaușescu

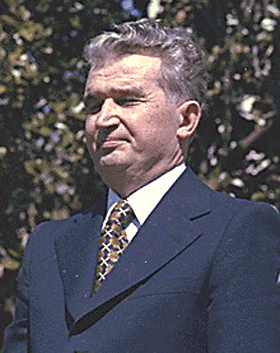
Nicolae Ceauşescu, onderdrukte o.a. de Hongaarse minderheid

#### Roemeens nationalisme
Nicolae Ceaușescu, de Roemeense communistische leider die in 1965 de leider werd van de Roemeense Communistische Partij en in 1967 staatshoofd, probeerde autoriteit te creëren door het promoten van Roemeens nationalisme. In zijn beginjaren nam het nieuwe bewind tijdelijk een tamelijk tolerante houding aan, vooral dan op cultuurvlak. Een nieuw Hongaars magazine (A hét, De Week) en een uitgeverij (Kriterion) werden opgestart, Hongaars- en Duitstalige programma's werden gelanceerd op de televisie en nieuwe Hongaarse kranten zagen het daglicht in Harghita en Covasna. Ceaușescu probeerde de Hongaarse elite te paaien en de Raad van Hongaarse Arbeiders werd opgericht. Maar naargelang Ceaușescu de macht steeds meer naar zich toetrok, werd zijn agressieve nationalisme steeds bedreigender voor de situatie van de minderheden in Roemenië.
Ook het geschiedenisonderwijs werd vanuit een nationalistisch Roemeens perspectief gegeven. Kinderen in Transsylvanië kregen een historisch beeld onderwezen dat de Hongaarse rol in de geschiedenis voor een groot deel negeerde. De Daco-Romeinse theorie, die tijdens het interbellum, en daarvoor eigenlijk al had uitgewezen een geschikt instrument te zijn voor het opbouwen van een Roemeense nationale identiteit, laaide weer in alle hevigheid op. In de nieuwere versie, van de communisten, werd de Roemenen geleerd dat al hun problemen, in het verleden en in het heden, aan de Hongaren waren toe te schrijven.
De andere minderheden in Roemenië leden ook onder de nationalistische politiek. Zo werd het onderwijs in minderheidstalen verder beknot, het uitzenden van Hongaarse radioprogramma's werd stopgezet halverwege de jaren tachtig en geografische namen alsook voornamen in de minderheidstalen werden veranderd.
Ceaușescu verklaarde alle minderheden in Roemenië 'ongewenst', waarop Israël en West-Duitsland bereid waren hun minderheden ‘vrij te kopen’, dat wil zeggen de overtocht te betalen. Van de Joodse en Duitse bevolking van Transsylvanië bleef maar weinig over. Hongarije had daarvoor het geld noch de politieke wil. Bovendien waren de Transsylvaanse Hongaren te veel verbonden met Transsylvanië. Toch emigreerden vanaf de jaren tachtig meer en meer wanhopige Hongaren naar hun moederland Hongarije.
Hongaren werden steeds vaker uitgesloten van hoge functies, met het effect dat in de jaren tachtig zelfs de Hongaarse culturele instellingen werden bestuurd door Roemenen. De Raad van Hongaarse Arbeiders, die was opgericht in de beginjaren van het regime, kreeg nooit zijn eigen statuten. In 1971 werd de top van de raad gezuiverd en werden er in drie jaar geen bijeenkomsten georganiseerd. In de jaren daarna functioneerde de raad als een gehoorzame spreekbuis van de regering.

#### Ontluikend protest
Vanaf de late jaren zeventig kwam er zichtbaar protest op. Enkele prominente Hongaren wendden zich met petities tot de regering en anderen begonnen een ondergronds informatiesysteem. De stille opstand werd snel de kop ingedrukt door de desbetreffende Hongaren te arresteren en het land uit te sturen. De regering beschuldigde de Hongaren van chauvinisme en kwam met meer repressieve maatregelen.
Maar de onderhuidse gevoelens waren niet meer te stoppen. In de jaren tachtig werd het klimaat voor minderhedenrechten beter en begon Hongarije, dat zich na de revolutie van 1956 afzijdig had gehouden over de Hongaarse minderhedensituatie in Roemenië, de kwestie van de Transsylvaanse Hongaren voor te leggen aan de CVSE, voorloper van de OVSE. Toen Ceaușescu in 1988 het programma lanceerde om duizenden dorpen te ontvolken en mensen te hergroeperen in nieuwe nederzettingen, om zodoende de landbouw efficiënter te maken, werd dat door de Hongaarse bevolking gezien als een poging hun culturele erfgoed te vernietigen.
De Hongaarse bevolking begon met protesteren en werd daarin in de daaropvolgende jaren bijgestaan door de Roemeense bevolking. In december 1989 protesteerde de Hongaarse bevolking van Timișoara tegen de uitzetting uit de stad van de Hongaarse protestantse bisschop László Tőkés, die streed voor (religieuze) rechten voor de minderheden. Ondanks dat Tőkés tegen het communistische regime van Roemenië was, had hij destijds wel gewerkt voor de Securitate, de geheime dienst van communistisch Roemenië. Al snel voegde de Roemeense bevolking, uit wanhoop vanwege het zo lang durende communistische regime, dat niet alleen de Hongaren maar de hele bevolking van Roemenië onderdrukte, zich bij de protesterende menigte. Toen het leger op de demonstranten begon te schieten brak er een revolutie uit, die zich uiteindelijk over het hele land verspreidde. De dagen van Ceaușescu waren hiermee geteld. Hij werd op 25 december 1989 samen met zijn vrouw in een kort proces ter dood veroordeeld en geëxecuteerd. In mei 1990 hadden de eerste democratische verkiezingen van Roemenië sinds jaren plaats. Deze verkiezingen werden gewonnen door ex-communist Ion Iliescu, waarna het niet veel beter werd.

### Na de Roemeense Revolutie

#### Post-communistisch nationalisme
De Roemenen en Hongaren voelden zich na de Roemeense Revolutie, die door beiden was opgezet, tijdelijk verenigd. Het Front voor Nationale Redding (of Nationaal Bevrijdingsfront), een interim-regering van oud-communisten die het land na de machtsovername tijdelijk bestuurden, bevestigde dit met de Verklaring van de Rechten van de Nationale Minderheden in januari 1990. In die regering zaten 14 vooraanstaande Hongaren als László Tőkés, Károly Király en Domokos Géza (de stichter van de UDMR). De Hongaarse pers kondigde een nieuw tijdperk van Roemeens-Hongaarse relaties aan. Aan de minderheden werd een evenredige vertegenwoordiging in het parlement beloofd en er was zelfs sprake van de heropening van de Hongaarse Universiteit van Cluj. Dit gebeurde niet, maar de Babeș-Bolyaiuniversiteit nam haar oorspronkelijke tweetalige karakter weer aan. Ook aan de kleine Duitse minderheid worden tegenwoordig cursussen in de eigen taal aangeboden. Desalniettemin komen er nog steeds taalincidenten voor, zoals in januari 2007, toen twee Hongaarse professoren ontslagen werden omdat ze Hongaarse bewegwijzering hadden aangebracht in de universiteitsgebouwen. De Roemeense overheid betreurde het incident en benadrukte dat de Universiteit hier voor eigen rekening handelde. Voortaan bestaat er drietalige bewegwijzering op de universiteit.
De verbroederende gevoelens na de revolutie waren echter maar van korte duur. Ceaușescu mocht dan wel geëxecuteerd zijn, zijn demonisering van de minderheden had haar stempel gedrukt op de manier waarop vooral de Roemenen met hoge politieke functies tegen de minderheden aankeken. Nationalistische Roemenen richtten de beweging 'Vatra Românească' (Roemeense haard) op, die onder meer publiekelijk protesteerde tegen de heroprichting van de Hongaarse hogeschool in Târgu Mureș. Nadat de Hongaren een stille tocht hadden gehouden, werden ze enkele weken later aangevallen door de Vatra. Bij het bloedbad (gekend in het Hongaars als fekete március, 'zwarte maart') kwamen enkele personen van beide bevolkingsgroepen om het leven en raakten er 278 gewond. De regering, die uit ex-communisten bestond, gaf in eerste instantie de Hongaren de schuld; zij zouden de confrontatie hebben uitgelokt.
In Hongarije was na de eerste post-communistische Hongaarse verkiezingen van 1990 tot 1994 het Hongaars Democratisch Forum (MDF) aan de macht. De toenmalige Hongaarse premier József Antall (MDF) noemde zichzelf "premier van alle 15 miljoen Hongaren" - ook die van in het buitenland. Het MDF had daarvoor campagne gevoerd tegen het "onrecht van Trianon" en had Groot-Hongaarse aspiraties. Dit leidde tot grote diplomatieke spanningen met Roemenië en andere landen met aanzienlijke Hongaarse minderheden.
De Roemeense verkiezingen van mei 1990 betekenden een overwinning van het Front voor Nationale Redding. De Democratische Unie van Hongaren in Roemenië (UDMR) behaalde 29 zetels in de Kamer en 12 in de Senaat. Het Front voor Nationale Redding bleef aan de macht maar deed een paar toegevingen aan de minderheden, zoals het erkennen dat de schuld van het bloedbad in Târgu Mureș niet bij de Hongaren lag. Wat de eigenlijke aanleiding was voor de rellen, is nog steeds betwist. De algemene toon bleef echter tamelijk nationalistisch onder ex-communist Ion Iliescu.
In de verkiezingen van 1992 vertaalde deze tendens zich in een meer nationalistische koers van het ondertussen Democratisch Front voor Nationale Redding (FDSN, voorloper van de huidige Sociaaldemocratische Partij) en in de winst van de nationalistische partijen. In de nieuwe regering was de minister van onderwijs lid van de Vatra. De situatie begon uit de hand te lopen en de UDMR wendde zich tot het Europees Parlement, de Raad van Europa en de OVSE. Hoewel het Europees Parlement de minderhedenpolitiek van de Roemeense regering veroordeelde, wist de regering enige rechtvaardiging voor haar beleid te krijgen door de neutrale opstelling van de hoge commissaris inzake Nationale Minderheden van de OVSE (Max van der Stoel).

#### Verbetering door NAVO- en EU-vooruitzicht
Artikel 120 van de Roemeense grondwet
(2) In de territoriaal-administratieve eenheden waar burgers van nationale minderheden een significant gewicht [in de bevolking] hebben, zal er mondeling en schriftelijk gebruik van die nationale minderheidstaal voorzien worden in de relaties met de lokale publieke administraties en de gedecentraliseerde publieke dienstverleningen, zoals de wet het bepaalt.
Op 16 september 1996 werd in het kader van NAVO-toetreding een beginselverklaring over de Hongaars-Roemeense relaties ondertekend, waarin Hongarije afstand deed van alle territoriale aanspraken aangaande Transsylvanië en Roemenië de erkenning van de rechten van zijn minderheden waarborgde. Beide landen steunden elkaars toetreding tot de NAVO en integratie in Europa en het akkoord ging het leven in als "Verdrag van wederzijds begrip, samenwerking en goed nabuurschap".
In november 1996, na de verkiezingen waarbij Iliescu verloor en Emil Constantinescu van de Boerenpartij de macht greep, braken voor de Hongaarse minderheid en de Roemeens-Hongaarse relaties betere tijden aan. Oppositiepartijen wonnen de verkiezingen en de Democratische Unie van Hongaren in Roemenië (UDMR) werd bij de coalitievorming betrokken. De UDMR wist in deze regering de ministerspost op het nieuwe Ministerie voor Minderhedenzaken te bemachtigen. Sinds 1996 was de partij lid van of steunde elke regeringscoalitie, de huidige Alliantie van Recht en Waarheid inbegrepen. Geleidelijk werden er wetten doorgevoerd die in de steden en dorpen met ten minste 20% Hongaren tweetalige bewegwijzering verplichtten en aan Hongaren het recht gaven hun moedertaal in het officiële verkeer te gebruiken. Onderwijs in het Hongaars werd verplicht als daar ten minste 15 kinderen en/of hun ouders om vroegen.
In 1999 startte de Hongaarstalige Roemeense minister van minderhedenzaken, Péter Eckstein-Kovács (UDMR), de ratificatie van het Europees Handvest voor regionale talen of talen van minderheden en werd er een wetgeving voorbereid die elke vorm van discriminatie verbood. In datzelfde jaar werd ook de grootste wens van de Hongaren ingewilligd: het recht op onderwijs in de eigen taal werd verzekerd vanaf de peuterschool tot aan de universiteit en het oprichten van private onderwijsinstellingen door Hongaren werd gelegaliseerd.
Ook Hongaarse kranten, boeken en zelfs zendtijd op de publieke omroep, die al in beperkte mate bestonden onder het Ceaușescuregime, groeiden in aantal en diversiteit. Hetzelfde gebeurde ook met culturele instellingen zoals Hongaarse theaters en operahuizen, gesubsidieerd door de Roemeense overheid. (zie verder)
De UDMR nam tussen 2000 en 2004 geen regeringsrol op zich, maar wist met de regerende sociaaldemocraten (van Ion Iliescu, die vooral bestond uit ex-communisten) afspraken te maken over de rechten van minderheden. Sinds 2004 maakt de UDMR weer deel uit van de regering met de Nationaal-Liberale Partij, Democratische Partij en Conservatieve Partij. De partijvoorzitter Béla Markó is nu vicepremier van Roemenië.

#### Spanningen om de Hongaarse statuswet
Artikel 6.3 van de Hongaarse grondwet
De Hongaarse Republiek heeft een verantwoordelijkheidsgevoel voor het lot van de Hongaren van buiten haar grenzen, en zal hun relaties met Hongarije aanmoedigen en koesteren.
In 2002 ontstond er grote opschudding in Roemenië - evenals in andere landen met Hongaarse minderheden - over de zogenaamde statuswet in Hongarije die was opgesteld door de regering van Viktor Orbán. Deze wet moest een isolement van Hongaarse minderheden in de buurlanden voorkomen als Hongarije eerder dan hen tot de Europese Unie en de Schengenruimte zou toetreden.
Roemenië en Slowakije beschouwden dit als een inbreuk op hun soevereiniteit en ook de EU had bezwaren. De Roemeense premier Adrian Năstase vreesde dat iedereen die een beetje Hongaars sprak zich onmiddellijk als 'Hongaar' zou melden in de hoop het door Boedapest beloofde onderwijsgeld op te kunnen strijken. Men vreesde dat de etnische verhoudingen in het land ernstig verstoord zouden kunnen worden door Hongaarse migratie naar Roemenië. Na de schrapping in 2003 van een omstreden passage waarin werd verwezen naar de 'verenigde Hongaarse natie' en na de verdwijning van de Hongaarse identiteitskaart, werd de wet toch door Roemenië erkend. Sinds de toetreding van Roemenië in januari 2007 zijn visa niet meer nodig om te kunnen reizen tussen beide landen.

#### Autonomie voor Szeklerland
Artikel 1.1 van de Roemeense grondwet
- Roemenië is een soevereine, onafhankelijke, unitaire en ondeelbare natiestaat.

15 maart is een nationale feestdag in Hongarije, ter herdenking van de Hongaarse Opstand onder Lajos Kossuth tegen de Habsburgers in 1848. Ook voor de Roemeense Hongaren is dit een belangrijke dag vermits indertijd veel strategische beslissingen in de strijd tegen de Habsburgers in Transsylvanië werden genomen.
Op 15 maart 2006 vond er in de stad Odorheiu Secuiesc (Hongaars: Székelyudvarhely) een massale betoging plaats waar 4.000 tot 10.000 Hongaren vroegen voor meer autonomie van Szeklerland. De Szekler Nationale Raad onder voorzitterschap van de Hongaarse burgemeester van Odorheiu Secuiesc en voorzitter van de Hongaarse Burgeralliantie, Jenõ Szász, hield een conferentie hierover. Met oog op toetreding tot de Europese Unie op 1 januari 2007 moesten de Roemeense autoriteiten dit gedogen. Een van de sprekers was de protestantse bisschop László Tőkés, die zei dat hij geen herziening van de landsgrenzen met Hongarije wou maar wel meer autonomie voor Szeklerland. Vijf dagen voor de demonstratie had de Roemeense president Traian Băsescu een ontmoeting met Jenõ Szász, die de president verzekerde dat de betoging vredig zou verlopen en de autonomie-eisen van de Hongaarse Burgeralliantie uitlegde. Op 16 maart bezocht de president dan het stadje, waar hij sprak met politici van de gemeente en het district Harghita. Hij zei dat Roemenië volgens artikel 1 van de Roemeense grondwet "een onafhankelijke, ondeelbare, natiestaat is" en "er dus geen ruimte is voor Hongaarse autonomie in Transsylvanië". Een meer gedecentraliseerd systeem was voor hem wel bespreekbaar, maar Szeklerland mocht niet meer autonomie krijgen dan andere regio's in Roemenië.
In februari 2007 hield een lokale vereniging een officieuze volksraadpleging over meer autonomie voor Szeklerland, waarop 80% van de ondervraagden positief reageerde. Op 11 februari verklaarde Emil Boc, voorzitter van de Democratische Partij en burgemeester van Cluj-Napoca, dat dergelijk referendum illegaal was en noemde het een "ophitsing richting territoriaal separatisme".
Op 12 februari 2007 bracht de Hongaarse president László Sólyom een staatsbezoek aan Roemenië en sprak met Băsescu, onder meer over de controversiële onderwerpen als meer rechten en autonomie voor de minderheden. Băsescu stelde dat de situatie van de Szeklers volledig in lijn was met de richtlijnen van de Europese Unie en noemde het gehouden referendum onwettelijk en een aanfluiting van de Roemeense wet. Het Roemeense ministerie van Binnenlandse Zaken antwoordde hierop dat het organiseren van een informele peiling niet illegaal is.
De partij Volksactie (Acțiunea Populară) van voormalig Roemeens president Emil Constantinescu steunt de eisen voor meer territoriale zelfbeschikking van Szeklerland.

## Taalwetten
Artikel 13 van de Roemeense grondwet
In Roemenië is de officiële taal het Roemeens.
In de contacten met de lokale overheden genieten de minderheidstalen volgens onderstaande bepalingen enkele taalrechten.
Volgens artikel 13 van de Roemeense grondwet is enkel het Roemeens de jure de nationale officiële taal. Artikel 90 van wet nr. 215 van 23 april 2001, aangaande het lokale publieke bestuur, verheft op lokaal vlak de nationale minderheidstaal tot quasi-officiële taal naast het Roemeens (punt 1) als die gesproken wordt door minstens 20% van de bevolking (punt 2). De minderheden - die op lokaal vlak soms de meerderheid vormen - hebben dan het recht om zich in hun moedertaal tot de lokale overheden te richten, die op hun beurt dan verplicht zijn in de minderheidstaal een antwoord te bieden (punt 2). Inscripties in publieke instellingen en publieke aankondigingen moeten opgesteld worden in de taal van de minderheid. Ook de plaatsnamen moeten in bewegwijzering worden weergegeven in de minderheidstaal (punt 4), maar hebben volgens de verduidelijkingen in artikel 10 van wet nr. 1206 van 27 november 2001 slechts een "informatief karakter" en mogen niet worden gebruikt in officiële correspondentie of documenten. Dit is volgens artikel 18 van die laatstgenoemde wet zelfs strafbaar. Alle officiële documenten moeten in het Roemeens worden opgesteld (punt 5).
Steden die onder de bepalingen van deze wetten vallen ten gunste van de Hongaarstaligen zijn onder meer Oradea (27,6% Hongaren), Satu Mare (39,34%), Târgu Mureș (46,73%) en Odorheiu Secuiesc (96,7%). In de grootste stad in de regio en van oudsher een Hongaars cultureel centrum, Cluj-Napoca (Kolozsvár), strandde het percentage Hongaren bij de census uit 2002 met 18,96% net onder de limiet, zodat de taalwetten daar niet van toepassing zijn.

## Politiek

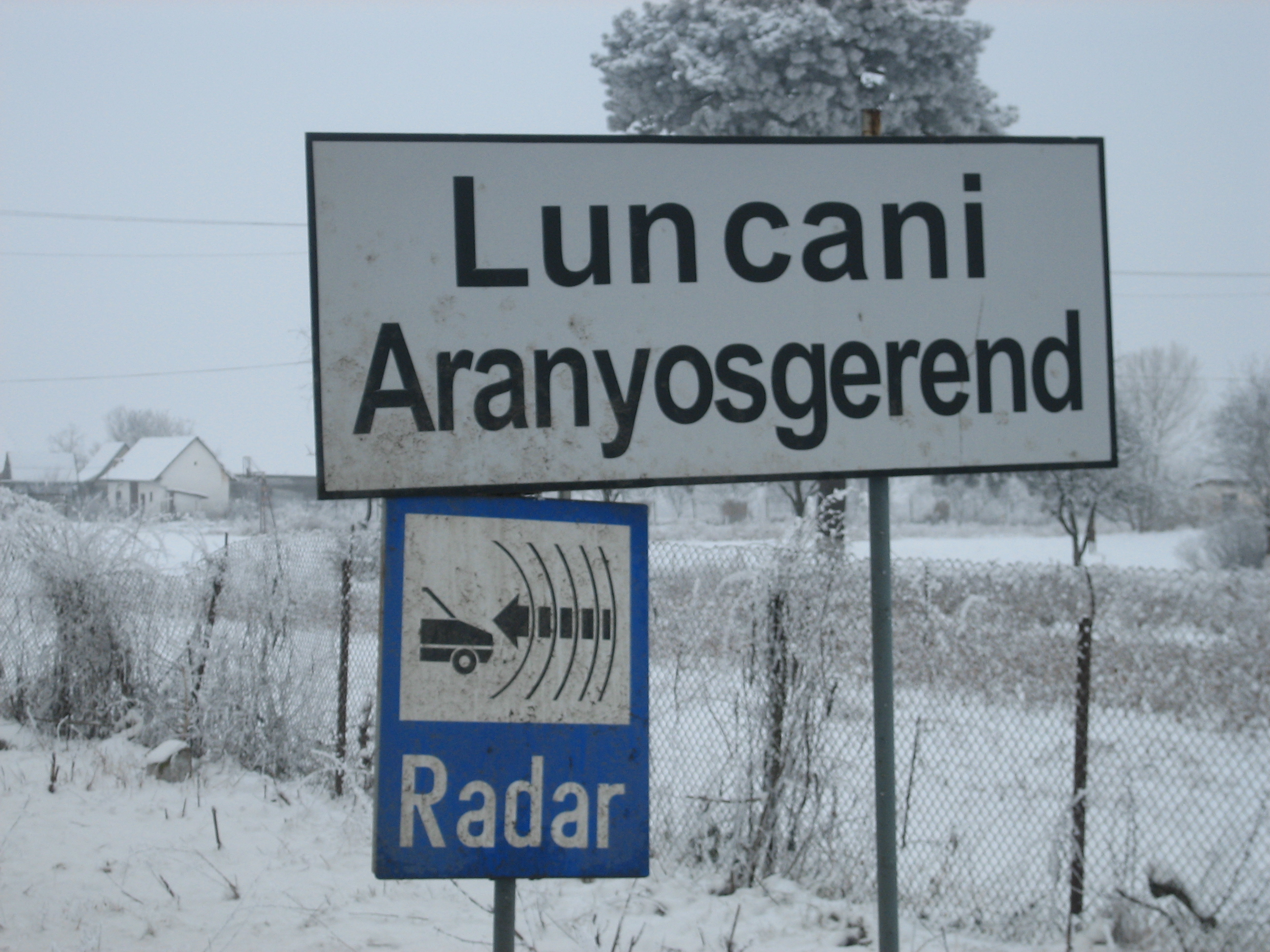
Tweetalig Roemeens-Hongaars plaatsnaambord in Roemenië

De Democratische Unie van Hongaren in Roemenië (UDMR) is de belangrijkste politieke vertegenwoordiger van de Hongaren in Roemenië en is lid van de Unrepresented Nations and Peoples Organization (UNPO). Hoofdthema van de partij is het verwerven van lokaal bestuur en culturele en territoriale autonomie voor de etnische minderheden in het land. De UDMR is tevens lid van de Europese Unie van Democraten (EDU) en geassocieerd lid van de Europese Volkspartij (EVP). De partij zat sinds 1996 verschillende keren in de regering. (zie hoger)
Bij de Roemeense parlementsverkiezingen van 2004 haalde de UDMR 10 zetels in de Roemeense Senaat (6,23% van alle uitgebrachte stemmen) en 22 zetels in de Kamer van Afgevaardigden (6,17% van alle stemmen). De partij zit met de Alliantie van Recht en Waarheid ook in de huidige coalitieregering (2004-2008) en heeft daarin 4 ministers. De Roemeense vicepremier Béla Markó is voorzitter van de partij.
Een veel kleinere partij is de Hongaarse Burgeralliantie van Jenõ Szász, burgemeester van Odorheiu Secuiesc. Deze partij spitst zich toe op de situatie van de Hongaren in Szeklerland, de Szeklers, en komt op voor meer autonomie voor dit gebied, zoals in de tijd van de Hongaarse autonome provincie. (zie hoger)

## Culturele instellingen
Artikel 6 van de Roemeense grondwet
- (1) De Staat erkent en garandeert het recht van personen uit nationale minderheden om hun etnische, culturele, linguïstische en religieuze identiteit te bewaren, te ontwikkelen en te uiten.
- (2) De beschermingsmaatregelen genomen door de Roemeense Staat ter bewaring, ontwikkeling en uiting van de identiteit van personen uit nationale minderheden volgt de principes van gelijkheid en niet-discriminatie ten aanzien van de andere Roemeense burgers.

Het aantal Hongaarse sociale en culturele organisaties in Roemenië groeide sterk na de val van het communisme in 1989. In Transsylvanië bestaat er een uitgebreid netwerk van Hongaarse theaters, sommige meer dan 200 jaar oud en die van Cluj-Napoca, Târgu Mureș en Timișoara hebben zelfs een internationale reputatie. Professionele Hongaarse dansverenigingen zijn onder meer het Maros Folk Ensemble (voorheen het Szekler Staatsensemble) in Târgu-Mureș, het Hargita Ensemble en het Pipacsok Dance Ensemble.
Hongaarse boeken en kranten worden weer vrij verkocht.

## Media

### Radio en Televisie
Het tweede net van de Roemeense publieke omroep TVR zendt verschillende Hongaarstalige programma's uit waaronder het programma Magyar Adás. Verder zenden de regionale zenders van de publieke omroep TVR in Transsylvanië zowel op radio als op tv Hongaarstalige programma's uit.
De belangrijkste publieke radiozenders zijn:
- Radio Cluj dat 24 uur per dag uitzendt in het Hongaars als: Kolozsvári Rádió en gericht is op de districten Cluj, Bistrița-Năsăud, Sălaj, Bihor, Sibiu, Maramureș, Satu Mare,
- Radio Mures dat 24 uur per dag uitzendt in het Hongaars als: Marosvásárhelyi Rádió en gericht is op de districten Alba, Brașov, Covasna, Harghita en Mureș.
- Radio Timișoara dat uitzendt als: Temesvári Rádió en gericht is op de districten Timiș, Arad, Hunedoara și Caraș-Severin dagelijks is er tussen 14 en 15 uur en tussen 20- en 21 uur een Hongaarstalig programma.

In het commerciële medialandschap van Roemenië kennen vele steden ook Hongaarstalige radiostations. In Cluj-Napoca bijvoorbeeld Paprika Rádió en in meerdere steden in het Szeklerland is er Rádió GaGa. Vanuit Satu Mare zendt City Rádió uit in de drie noordwestelijke districten en het Szeklerland. Vanuit Tirgu Mures en Miercurea Ciuc zendt de nieuwszender Erdély FM uit die tevens wordt gefinancierd door de Hongaarse overheid.
De televisiezender Erdély TV, hoofdzakelijk gefinancierd door Hongarije en met bijkomende steun van Roemenië, de EU en private investeerders, zendt uit via satelliet en kabel. Vele kabelnetten in steden met een Hongaarse minderheid geven de publieke en commerciële Hongaarse TV zenders door zoals M1, M2, RTL Klub en TV2. Duna TV is een Hongaarse publieke omroep gevestigd in Boedapest en ook gericht op de Hongaarse minderheden buiten Hongarije.

### Dagbladen
Landelijk verschijnt in Roemenië het Hongaarstalige dagblad Krónika sinds 1999, eerder was er ook een landelijk dagblad dat tussen 1947 en 2012 verscheen onder de namen Magyar Szó, Előre en op het laatst als Új Magyar Szó. De krant stopte na financiële problemen en leeft voort als internetportaal www.maszol.ro.
Regionale Hongaarstalige dagbladen zijn:
- Hargita Népe (Miercurea Ciuc / Csíkszereda) 1989
- Háromszék (Sfântu Gheorghe / Sepsiszentgyörgy) 1989
- Székely Hírmondo (Târgu Secuiesc/(Kézdivásárhely) 1996
- Székelyhon (Odorheiu Secuiesc / Székelyudvarhely) 2017
- Népújság (Tirgu Mures / Marosvásárhely) 1924
- Szabadság (Cluj-Napoca / Kolozsvár) 1989
- Bihari Napló (Oradea / Nagyvárad) 1990
- Szatmári Friss Újság (Szatmár) 1990
- Nyugati Jelen (Arad) 1990

## Onderwijs
Artikel 32 van de Roemeense grondwet
- (2) Op alle niveaus zal het onderwijs in het Roemeens geschieden. Een vreemde, internationale taal mag ook gebruikt worden, zoals de wet het bepaalt.
- (3) Het recht van mensen die behoren tot nationale minderheden om hun moedertaal te leren, en hun recht om onderwezen te worden in deze taal, worden gegarandeerd. De manier om deze rechten uit te voeren zal door de wet geregeld worden.

De Roemeense taalwetten bepalen dat de Hongaren het recht hebben zich in hun taal tot de lokale administratie te wenden in de gemeenten waar ze meer dan 20% van de bevolking uitmaken. Onderwijs van en in hun moedertaal hoort daarbij.
Volgens de officiële Roemeense census uit 1992 had 98% van de totale etnisch-Hongaarse bevolking ouder dan 12 jaar een zekere scholing (basisonderwijs, secundair of hoger onderwijs), waardoor ze beter scoren dan het rijksgemiddelde van 95,3%. Het percentage Hongaren dat hoger onderwijs heeft gevolgd, ligt daarentegen onder het nationaal gemiddelde. Daar zijn verschillende redenen voor, onder meer een tekort aan Hongaarstalige docenten, vooral in regio's zonder sterke Hongaarse aanwezigheid.
Op de Babeș-Bolyaiuniversiteit in Cluj-Napoca, de grootste staatsgesubsidieerde instelling voor hoger onderwijs in Transsylvanië, worden meer dan 30% van de cursussen in het Hongaars gedoceerd. De Democratische Unie van Hongaren in Roemenië ijvert voor de splitsing van de tweetalige universiteit en voor de heroprichting van de eentalig Hongaarse Bolyai-Universiteit, die in 1956 opging in de huidige tweetalige universiteit, maar die de eerste decennia na haar oprichting de facto volledig Roemeens was.

## Godsdienst
Artikel 29 van de Roemeense grondwet garandeert de vrijheid van godsdienst en het gebruik van de moedertaal in religieuze diensten is toegelaten.
Volgens de census uit 1992 zijn er in Roemenië 802.454 calvinisten, vooral in het noordwesten (13,8%) en in het centrum (12,8%) van het land. Een veel kleiner aantal, 76.708, is unitaristisch en de meesten van hen wonen in de districten Brașov, Cluj, Mureș, Harghita en Covasna. Deze twee kerken hebben bijna uitsluitend Hongaarse aanhangers.
Ook de Rooms-Katholieke Kerk heeft veel aanhangers onder de Hongaren. Zo'n 670.000 van de 1.144.820 Roemeense katholieken (of 58,5%) behoren tot de Hongaarse minderheid en wonen vooral in Centraal- (15,7%) en West-Roemenië (10%). De grote meerderheid van de 21.160 volgelingen van het presbyterianisme zijn ook Hongaars. Andere kerken met een beperkt aantal Hongaarse aanhangers zijn de baptisten (12.845 op een totaal van 109.462, of 11,7%), zevendedagsadventisten (8.280 van de 77.546, of 10,7%), de pinksterbeweging (4.339 van de 220.824, 0,02%) en evangelisch (2.393 van de 49.963, 0,05%).
De Duitse Zwaben zijn over het algemeen ook rooms-katholiek, terwijl de Transsylvaanse Saksen luthers zijn. De Roemenen zijn overwegend Roemeens-orthodox, terwijl er bijna geen enkele Hongaarstalige dit geloof aanhangt. De etnische breuklijn loopt dus grotendeels door op religieus vlak.

## Hongaarse bevolkingsaantallen

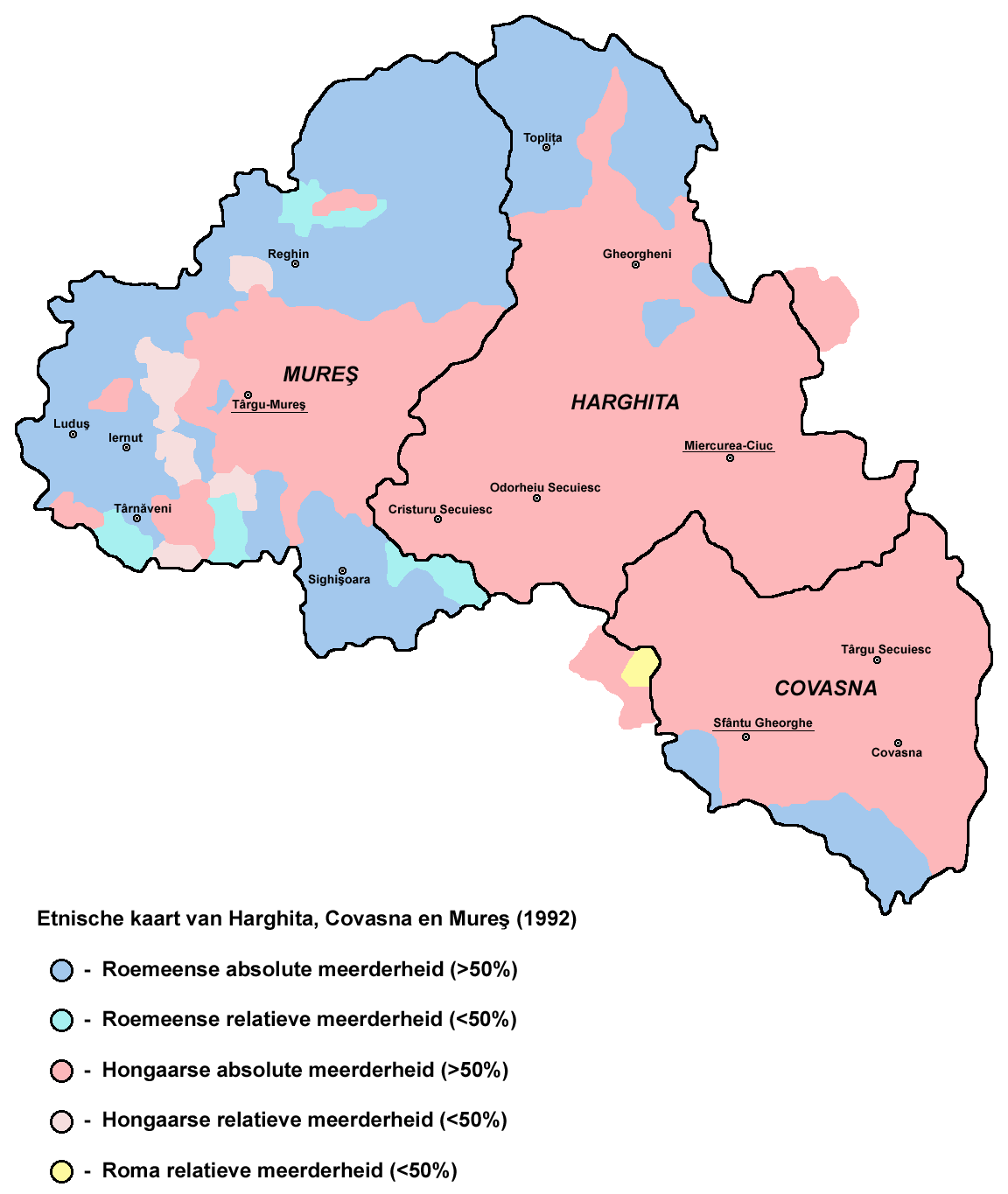
Situatie in Mureş, Harghita en Covasna

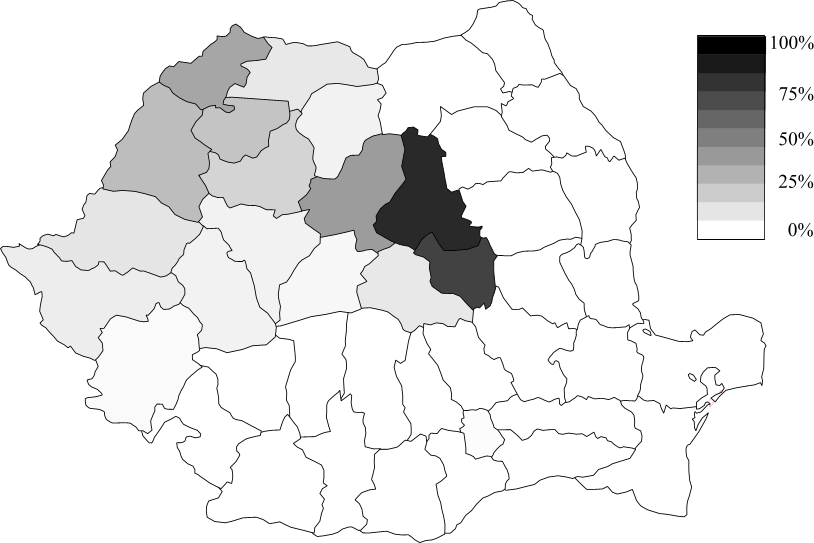
Verspreiding van de Hongaren over de Roemeense districten

### Nationaal
- 1977 - 1.713.928 personen, 7,9% van de bevolking van Roemenië
- 1992 - 1.624.959 personen, 7,1% van de bevolking van Roemenië
- 2002 - 1.431.807 personen, 6,6% van de bevolking van Roemenië
- 2011 - 1.237.746 personen, 6,5% van de bevolking van Roemenië
- 2022 - 1.038.806 personen, 6,3% van de bevolking van Roemenië

### Alleen Transsylvanië
Uitgebreide tabel zie hoger.
- 1720 - 37,2% van de bevolking van Transsylvanië
- 1786 - 29,4% van de bevolking[47]
- 1910 - 1.662.000 personen, 32% van de bevolking[48]
- 1992 - 1.603.923 personen, 20,8% van de bevolking
- 2002 - 1.415.718 personen, 19,6% van de bevolking
- 2011 - 18,9% van de bevolking
- 2021 - 993.151 personen, 17,5% van de bevolking**

**=percentage van het deel van de bevolking dat een nationaliteit opgaf tijdens de volkstelling

### Per district
2021 census
| District        | Hongaren in 2021 | Percentage v d Bevolking |
| --------------- | ---------------- | ------------------------ |
| Harghita        | 232.157          | 85,7%                    |
| Covasna         | 133.444          | 71,8%                    |
| Mureş           | 165.014          | 35,6%                    |
| Satu Mare       | 93.491           | 31,4%                    |
| Bihor           | 112.387          | 22,3%                    |
| Sălaj           | 40.554           | 20,8%                    |
| Cluj            | 78.455           | 13,4%                    |
| Arad            | 25.731           | 7,0%                     |
| Braşov          | 28.221           | 6,0%                     |
| Maramureș       | 23.153           | 5,7%                     |
| Timiş           | 21.285           | 3,9%                     |
| Bistriţa-Năsăud | 11.049           | 4,1%                     |
| Alba            | 11.494           | 3,9%                     |
| Hunedoara       | 9.180            | 2,9%                     |
| Sibiu           | 6.112            | 1,8%                     |
| Caraş-Severin   | 1.424            | 0,7%                     |
| Bacău           | 4.561            | 0,9%                     |
| Boekarest       | 2.168            | 0,2%                     |
| Totaal          | 1.002.151        |                          |

2011 census
| District        | Hongaren in 2011 | Percentage v d Bevolking |
| --------------- | ---------------- | ------------------------ |
| Harghita        | 257.707          | 85,21%                   |
| Covasna         | 150.468          | 73,74%                   |
| Mureş           | 200.858          | 38,09%                   |
| Satu Mare       | 112.588          | 34,65%                   |
| Bihor           | 138.213          | 25,27%                   |
| Sălaj           | 50.177           | 23,35%                   |
| Cluj            | 103.591          | 15,93%                   |
| Arad            | 36.568           | 9,03%                    |
| Braşov          | 39.661           | 7,69%                    |
| Maramureș       | 32.618           | 7,22%                    |
| Timiş           | 35.295           | 5,57%                    |
| Bistriţa-Năsăud | 14.350           | 5,23%                    |
| Alba            | 14.849           | 4,61%                    |
| Hunedoara       | 15.900           | 4,04%                    |
| Sibiu           | 10.893           | 2,93%                    |
| Caraş-Severin   | 3.276            | 1,19%                    |
| Bacău           | 4.373            | 0,75%                    |
| Boekarest       | 3.463            | 0,21%                    |
| Totaal          | 1.222.650        |                          |

De Hongaren vormen volgens de census van 2002 de meerderheid in twee districten in Zuidoost-Transsylvanië: Harghita en Covasna.
| District        | Hongaren in 2002 | Percentage v.d. bevolking |
| --------------- | ---------------- | ------------------------- |
| Harghita        | 275.841          | 84,61%                    |
| Covasna         | 164.055          | 73,81%                    |
| Mureș           | 227.673          | 39,26%                    |
| Satu Mare       | 129.998          | 35,22%                    |
| Bihor           | 155.554          | 25,92%                    |
| Sălaj           | 57.318           | 23,07%                    |
| Cluj            | 122.131          | 17,37%                    |
| Arad            | 49.399           | 10,70%                    |
| Maramureș       | 46.250           | 9,06%                     |
| Brașov          | 51.470           | 8,75%                     |
| Timiș           | 51.421           | 7,59%                     |
| Bistrița-Năsăud | 18.394           | 5,89%                     |
| Alba            | 20.682           | 5,40%                     |
| Hunedoara       | 25.321           | 5,20%                     |
| Sibiu           | 15.478           | 3,67%                     |
| Caraș-Severin   | 5859             | 1,76%                     |
| Bacău           | 4528             | 0,64%                     |
| Boekarest       | 5834             | 0,31%                     |

## Hongaars erfgoed in Roemenië

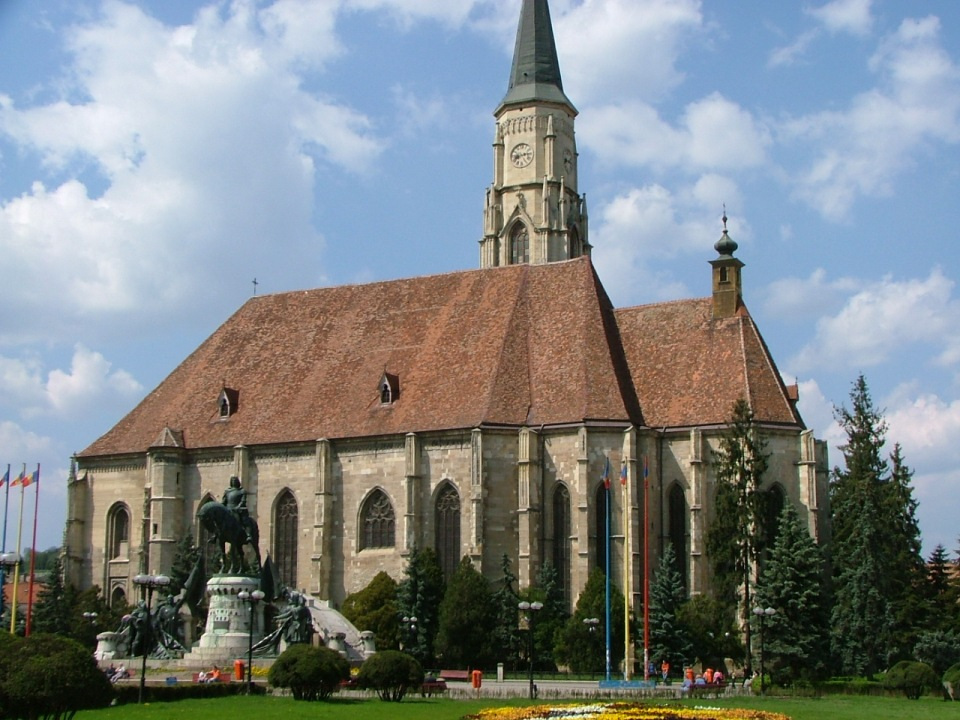
Cluj-Napoca (Kolozsvár), Sint Michielskerk in Cluj-Napoca en het standbeeld van koning Mátyás van Hongarije van de beeldhouwer János Fadrusz.
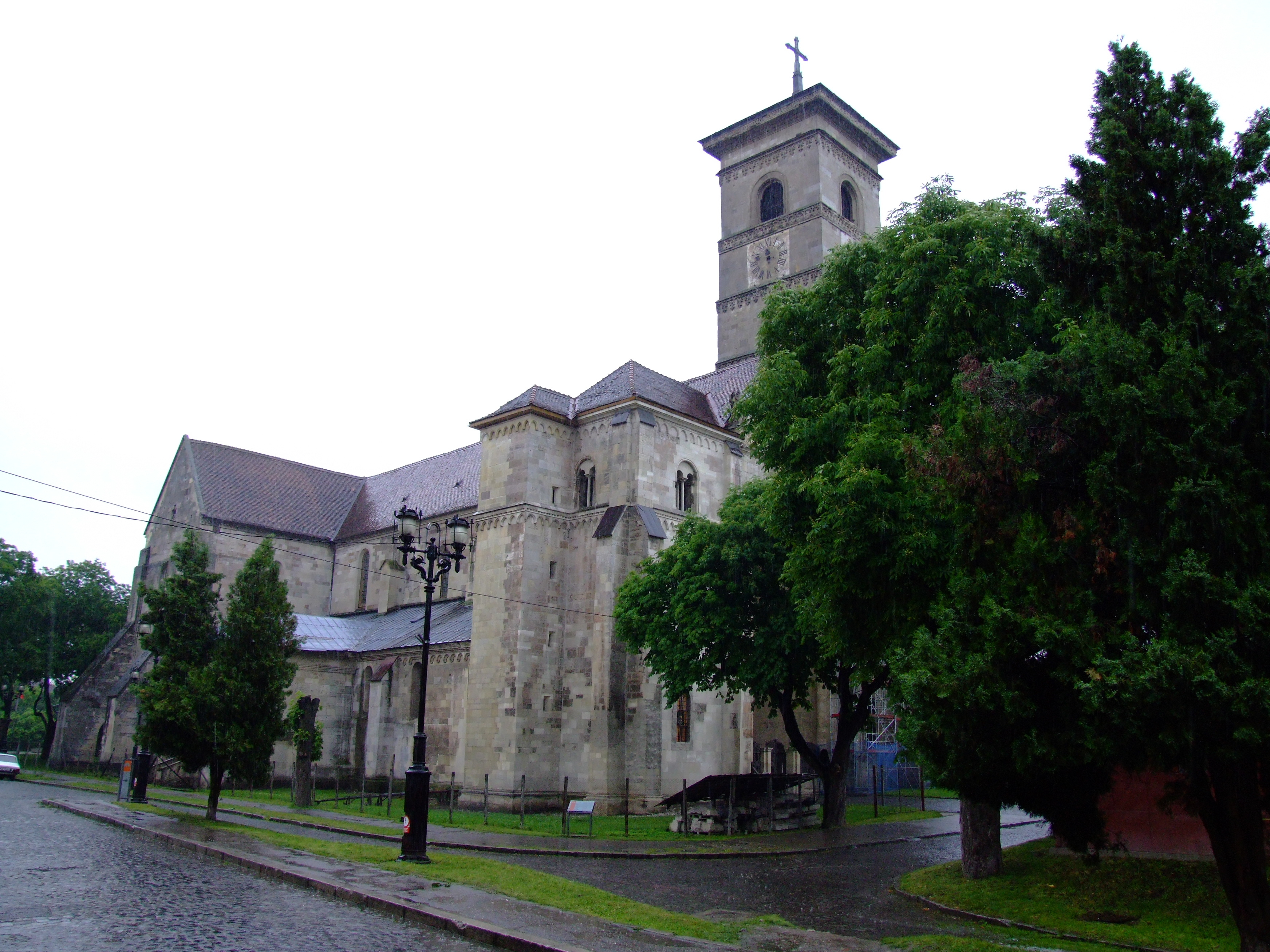
Alba Iulia (Gyulafehérvár) Katholieke kathedraal uit de 12e eeuw.
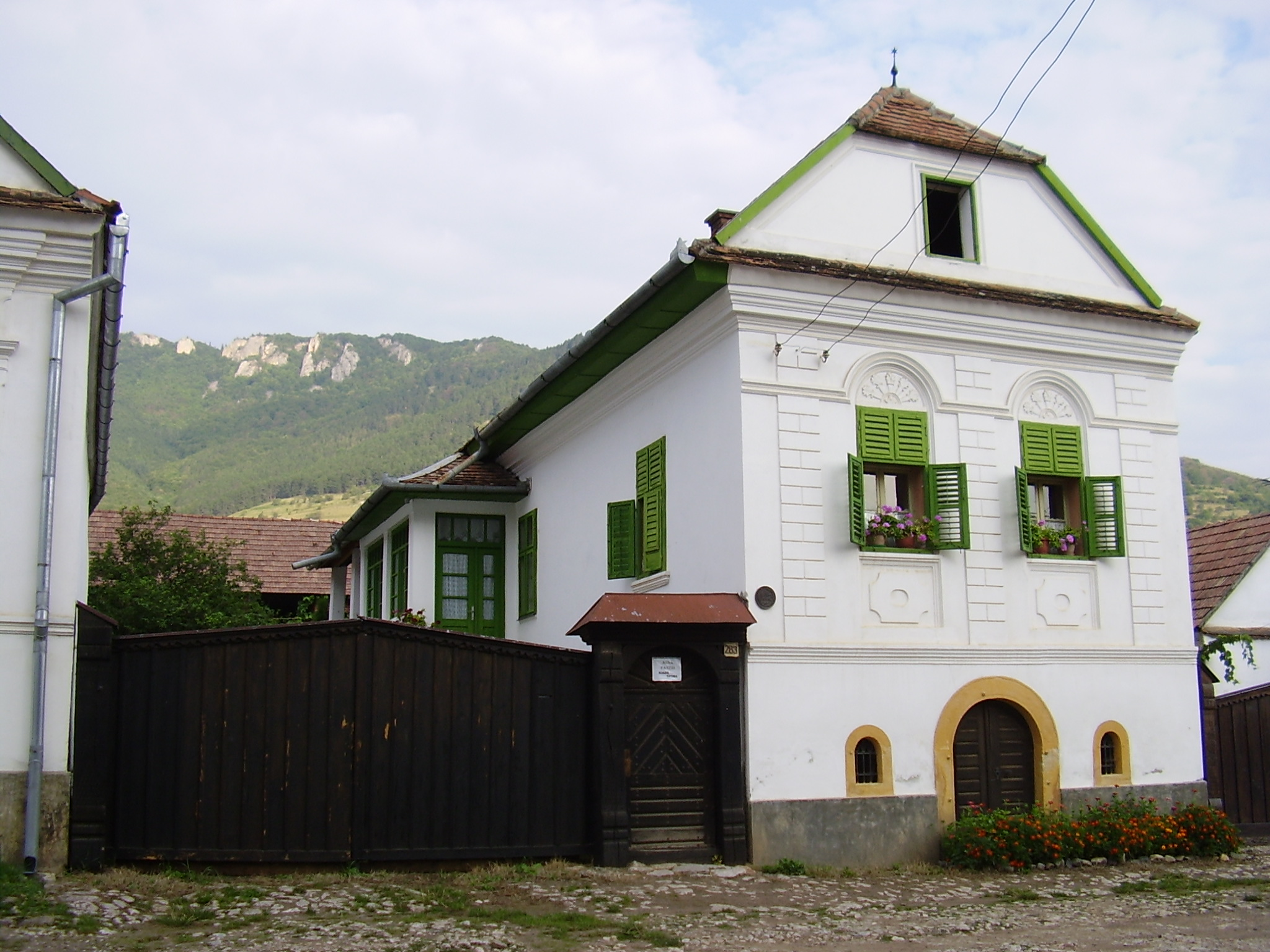
Rimetea (Torockó)
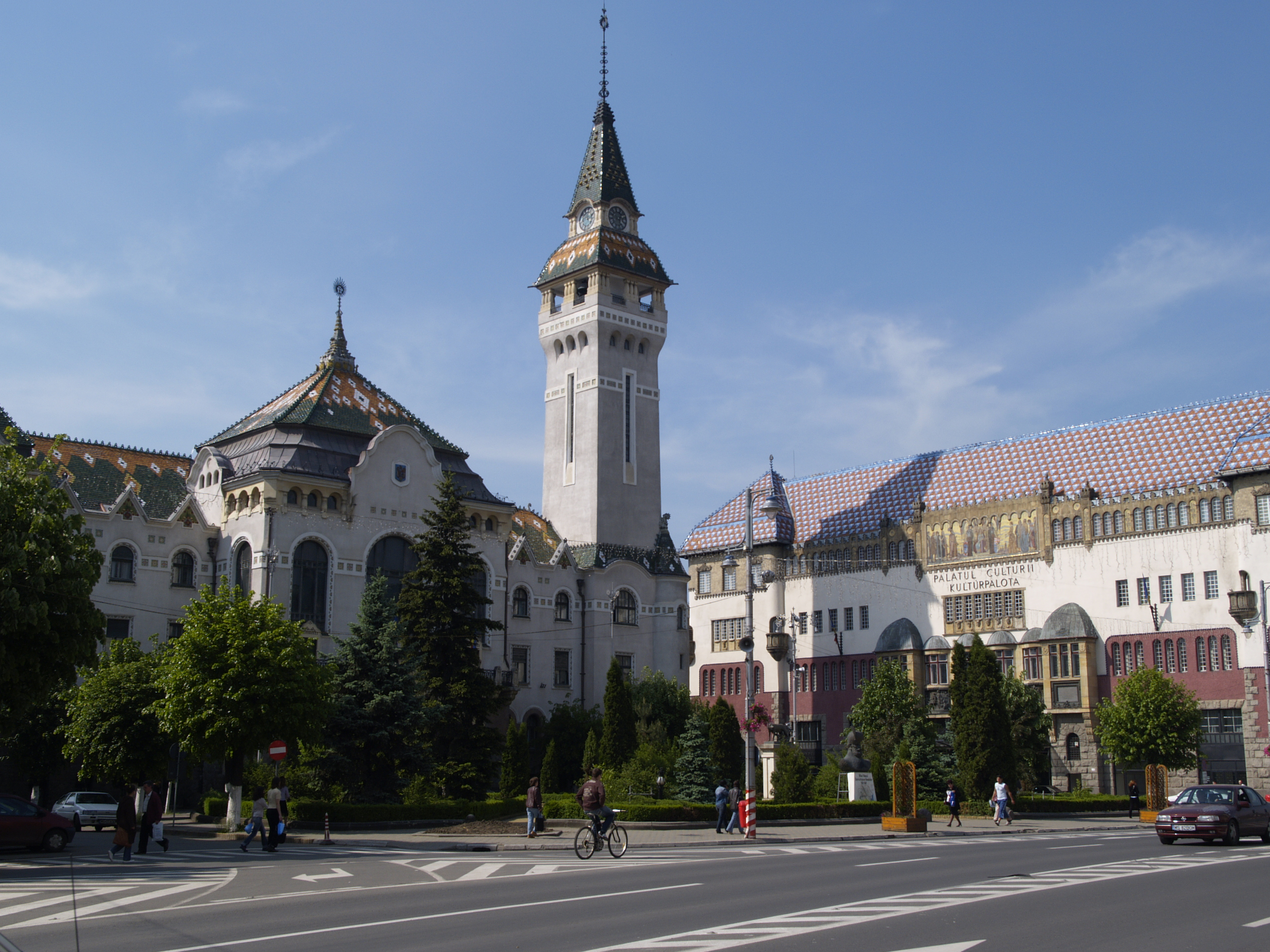
Târgu Mureș (Marosvásárhely), Cultuurpaleis in Hongaarse Jugendstil.
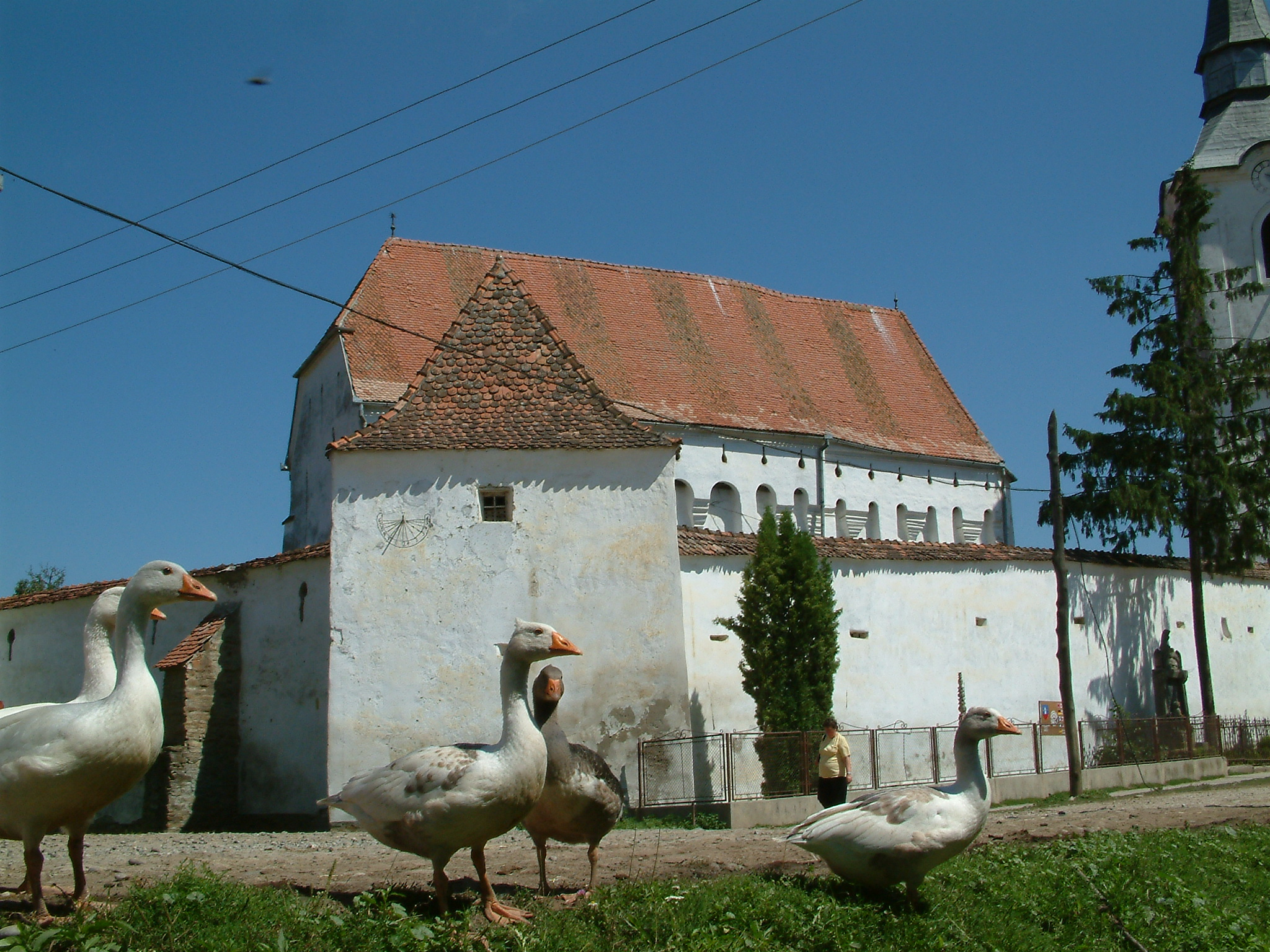
Dârjiu (Székelyderzs), De Unitarische weerkerk van Dârjiu.
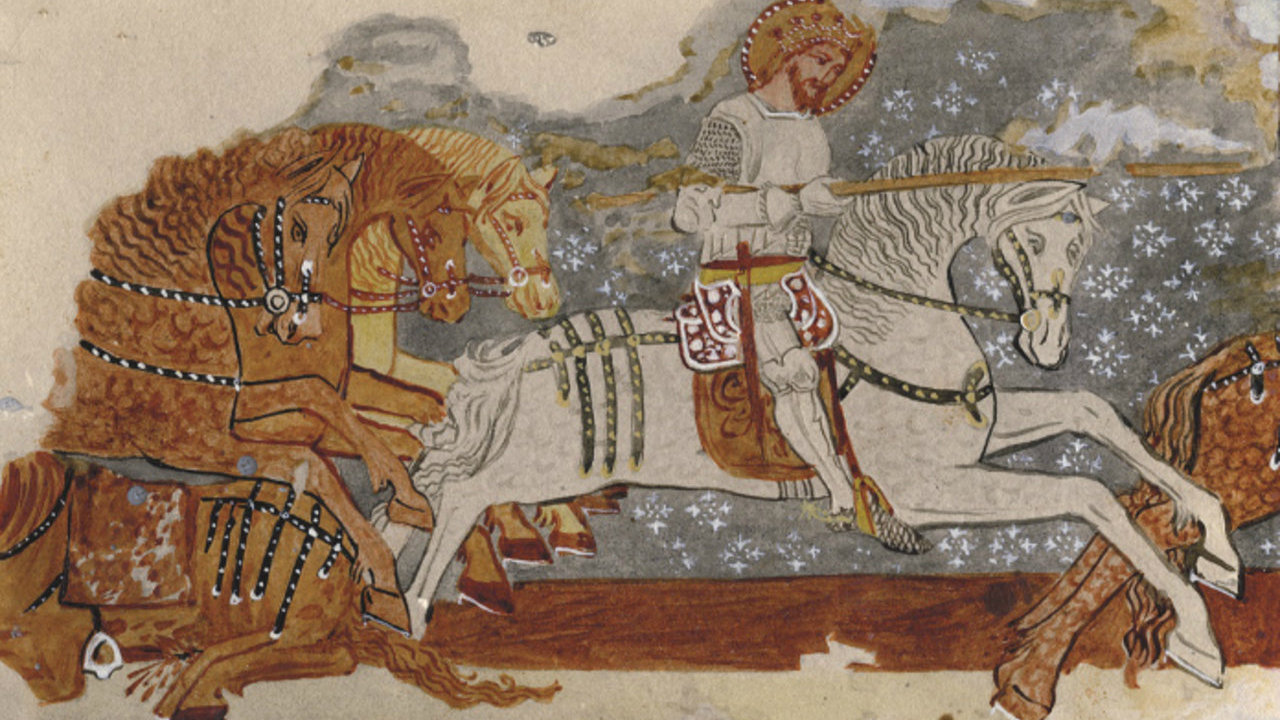
Dârjiu, Muurschilderingen van koning László in de kerk van Dârjiu.
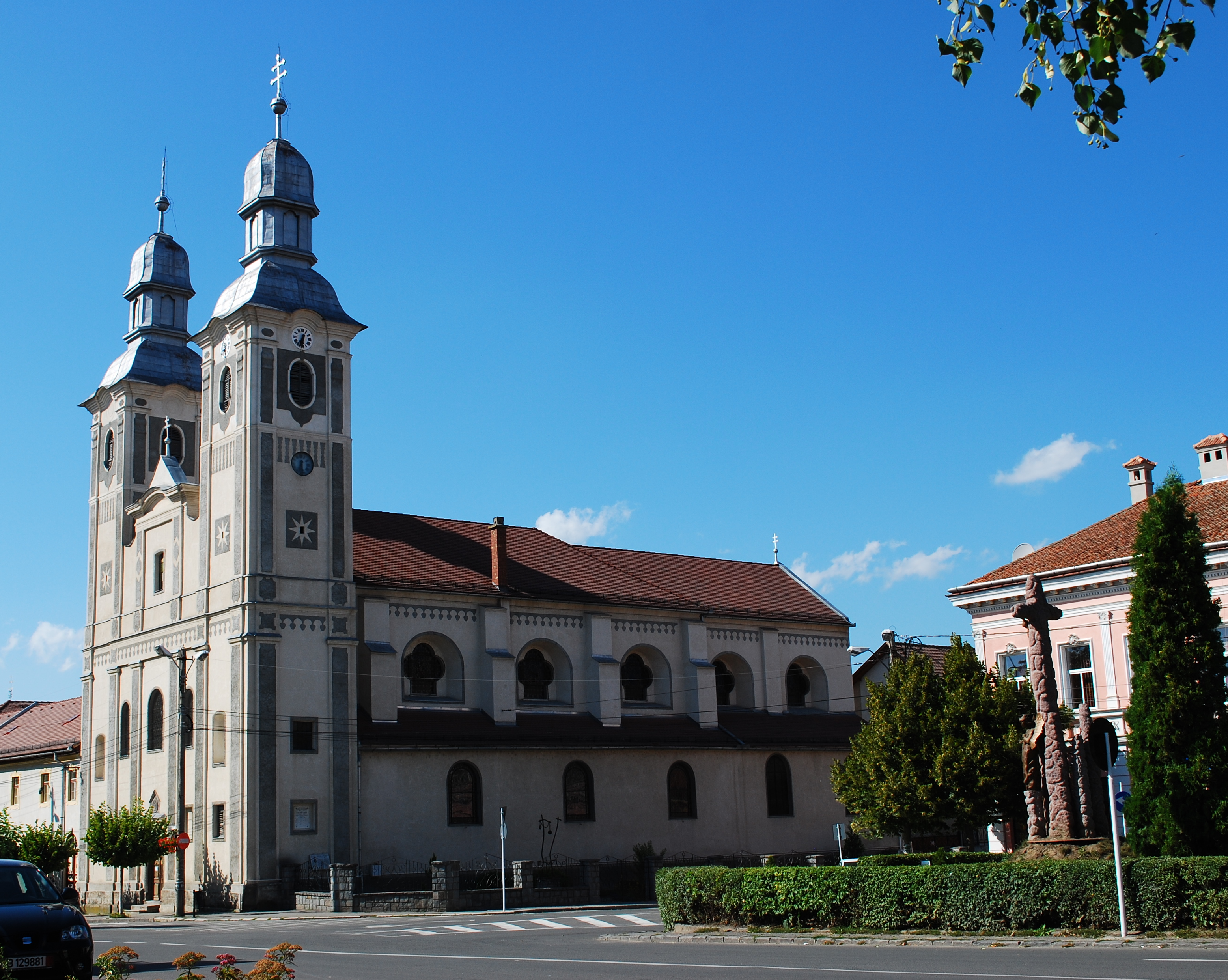
Odorheiu Secuiesc (Székelyudvarhely), franciscaner kerk.
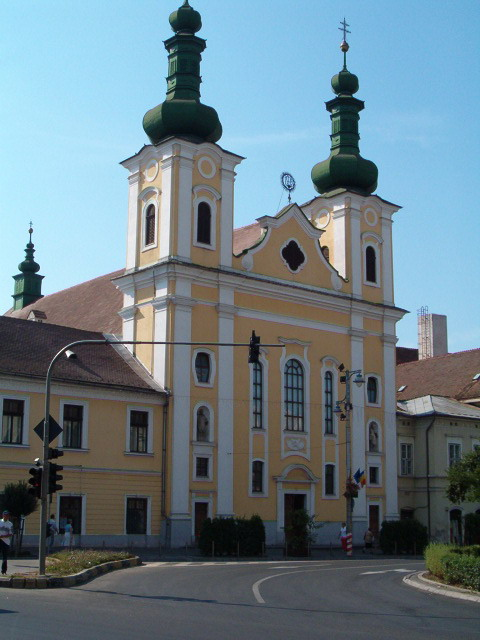
Târgu Mureș (Marosvásárhely), Katholieke kerk.
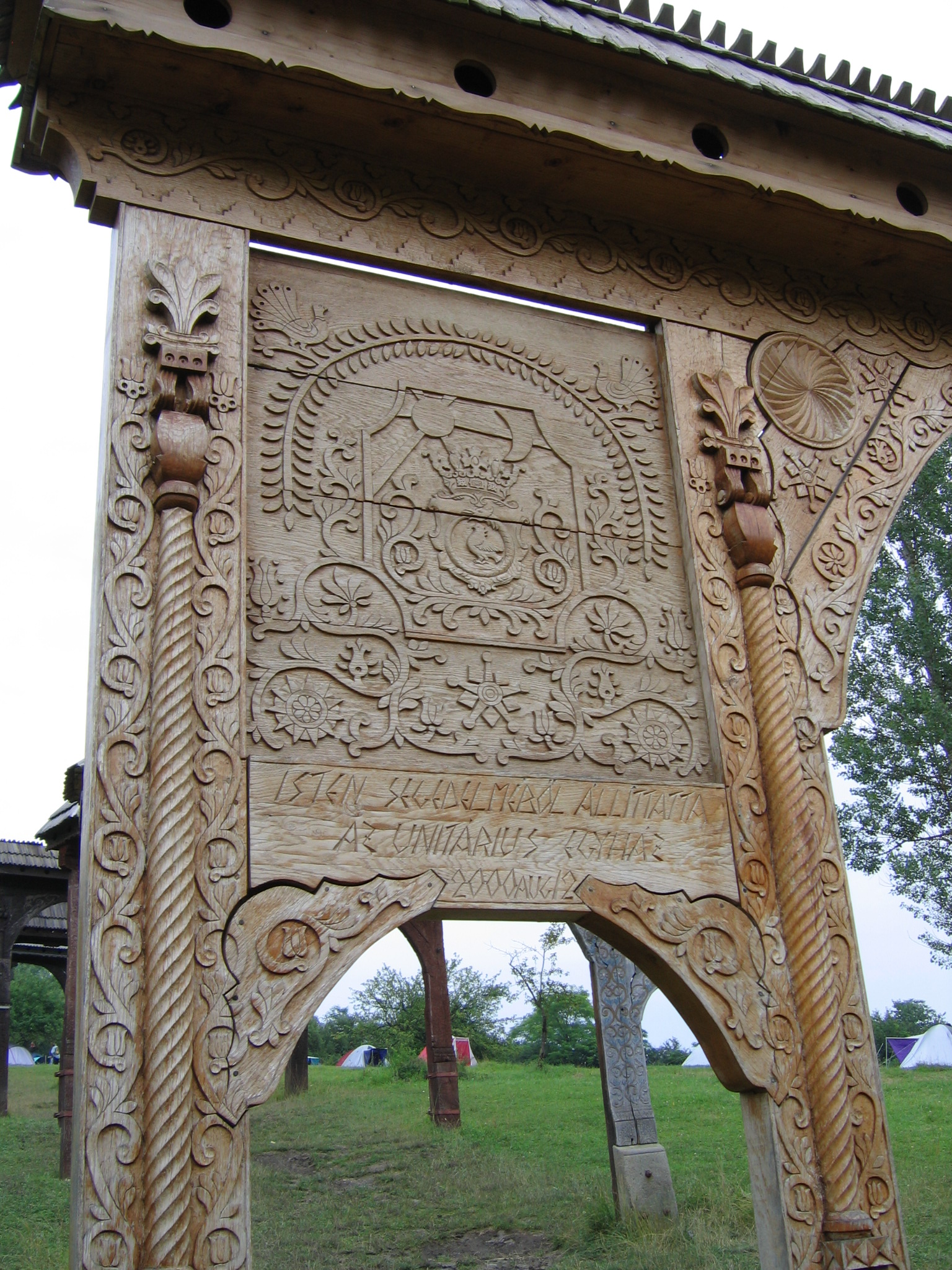
Székely poort
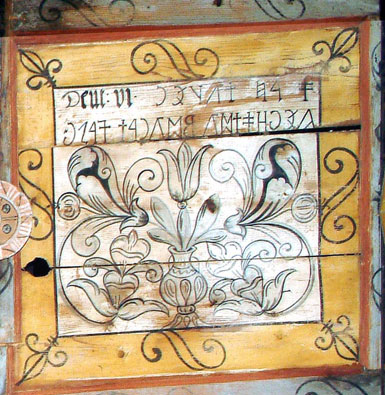
Inlăceni (Énlaka), Hongaars Runenschrift.
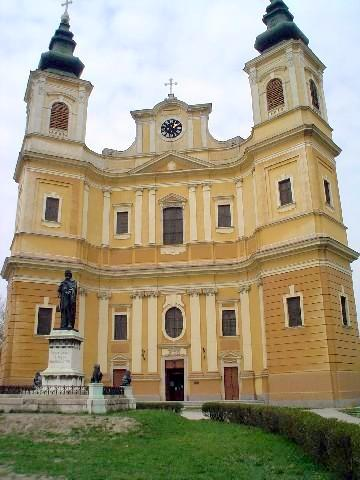
Oradea, Katholieke kathedraal en standbeeld van Koning László

## Bekende personen
- Mariska Ady (Hodod, 1888 - Boedapest, 1977), schrijver en dichter
- Bálint Bakfark (Brassó, 1507 – Padua, Italië 1576), componist en luitenist.
- Béla Bartók (Nagyszentmiklós, 1881 - New York, 1945), componist en pianist.
- Stefan Batory (Szilágysomlyó, 1533 - Hrodna, Wit-Rusland, 1586), vorst van Transsylvanië en later van Polen en Litouwen.
- László Bölöni (Marosvásárhely, 1953), voormalig voetballer en trainer.
- János Bolyai (Kolozsvár, 1802 - Marosvásárhely, 1860), een van de grondleggers van de niet-Euclidische meetkunde.
- Matthias Corvinus (Kolozsvár, 1443 - Wenen, 1490), koning van Hongarije, Bohemen en Oostenrijk.
- Péter Eckstein-Kovács (Kolozsvár, 1956), voormalig Roemeens minister, nu senator.
- Johannes Hunyadi (Zevenburgen, 1407 - Belgrado, 1456), vorst van Transsylvanië en later regent van Hongarije.
- Béla Kun (Lelei, 1886 - de goelag, 1938), in 1919 kort leider van Hongarije.
- György Kurtág (Lugoj, 1926), componist.
- György Ligeti (Dicsőszentmárton, 1923 - Wenen, 2006), componist.
- Béla Markó (Kézdivásárhely, 1951), vicepremier van Roemenië.
- Leonard Orban (Brassó, 1961), Roemeens Europees Commissaris voor Meertaligheid.
- László Rajk (Székelyudvarhely, 1909 – Boedapest 1949), tijdens 1948-1949 Hongaars minister van Buitenlandse Zaken.
- Gabriela Szabó (Beszterce, 1975), atlete.
- István Szilágyi (Kolozsvár, 1938), schrijver.
- László Tőkés (Kolozsvár, 1952), bisschop en protagonist van de Roemeense Revolutie.
- Albert Wass, (Válaszút, 8 januari 1908 - Astor, VS, 17 februari 1998), schrijver.